# Kékes
Vârful Kékes, denumit și Kékestető, este un vârf carpatin din lanțul montan Matra, Ungaria de Nord. Având o înălțime de 1.014 m, vârful reprezintă punctul de maximă altitudine din Ungaria. 
Din punct de vedere administrativ, vârful este situat pe granița dintre teritoriile comunei Parád și orașului Gyöngyös. Este a treia cea mai populară atracție turistică a Ungariei, după lacul Balaton și fluviul Dunărea. În 1981, pe vârf a fost ridicat Turnul TV Kékestető, care are o înălțime de 180 de metri. 
Kékestető este și numele unei stațiuni balneoclimaterice din orașul Gyöngyös, județul Heves. Stațiunea Kékestető se află la 8,4 km de centrul orașului și are cod poștal propriu (3221). La recensământul din 2022, populația număra 14 locuitori.

## Etimologie
Kékes se traduce prin „albăstrui” și provine din cuvântul maghiar kék care înseamnă „albastru”. Denumirea se datorează nuanței albăstrui în care apare uneori vârful montan.

## Geografie
Munții Matra fac parte din lanțul montan nordic din Ungaria și aparțin, prin origine, celei mai mari zone vulcanice tinere din Europa. Sunt delimitați de văile râurilor Tarna și Zagyva. Kékes cel mai înalt vârf din munții Mátra, este situat în județul Heves, Ungaria de Nord, la 12 kilometri nord-est de orașul Gyöngyös. Regiunea este cunoscută pentru podgoriile sale.
Vârful Kekes are o proeminență de 774 metri față de vârful Javorie, înalt de 1.044 de metri, de care îl desparte un col situat la o altitudine de 240 de metri, în vecinătatea comunei Hajnáčka din Slovacia.
Masivul Mátra este bogat în ape curgătoare, fiind identificate aproximativ 360 de izvoare. Debitele acestora variază, depinzând în mare măsură de cantitatea de precipitații, iar pentru 47 de surse debitul depășește 10 l/min. La o altitudine de 960 de metri, lângă Kékestető, se găsește fântâna Diznó (Disznós-kút). Cel mai mare izvor din masivul Mátra este Nagy-forrás („Izvorul Mare”), situat în partea de nord a vârfului Kékes, care are un debit de 20 de litri pe minut.

### Geologie
Cele mai vechi roci găsite la suprafața masivului Mátra sunt calcare triasice de adâncime, șisturi și radiolarit găsite pe dealul Darnó (Darnó-hegy) din Sirok și în împrejurimi, precum și bazalți formați sub mare. Formarea masei principale din Mátra a avut loc în miocen. În urmă cu aproximativ 21 de milioane de ani, vulcanismul a început cu împrăștiere de riolit, perioadă care s-a finalizat acum 13 milioane de ani. Cea mai mare rată de producție de material vulcanic a avut loc în miocenul mijlociu, când au apărut o serie de straturi vulcanice de sute de metri grosime formate din andezit și alte roci vulcanice, acestea formând cea mai mare parte a lanțului montan. În etapa târzie a activității vulcanice, s-au creat andezitele. Cele mai tinere roci de lavă sunt riolitele găsite în jurul Gyöngyössolymos și Lőrinci. Seria erupțiilor a fost completată de o împrăștiere de riolit. Conurile vulcanice formate din zăcăminte de cuarțit reflectă o activitate postvulcanică intensă.
Formațiunile vulcanice din miocen au fost fragmentate ca urmare a mișcărilor structurale ale crustei, întregul lanț montan fiind înclinat spre sud, expunând astfel formațiunile mai vechi din partea de nord. În pliocen, rocile vulcanice au fost acoperite de sedimente, iar eroziunea generată de clima mai umedă a format văi. Alternanța erelor glaciare și a perioadelor mai calde din pleistocen a intensificat procesul de fragmentare a rocilor, rezultând formarea unor suprafețe întinse de piatră periglaciară în părțile mai stâncoase ale lanțului montan (Óvár, Ágasvár, Galyatetó, Kékes etc.).

### Climă
Stația meteo de pe vârful Kékes este stația meteorologică din Ungaria situată la cea mai mare altitudine. Deși clima muntelui este clasificată drept climat temperat continental umed (Dfb) conform clasificării climatice Köppen, este foarte aproape de un climat subarctic (Dfc). Numărul de ore însorite, depășind două mii pe an, este cu mult peste media națională, în special în lunile septembrie-octombrie și din ianuarie până la sfârșitul lunii martie. 
Variația zilnică a valorilor temperaturii este echilibrată, valorile maxime în perioada de vară nu depășesc 26°C, în timp ce valorile minime în perioada de iarnă nu scad de obicei sub -15°C. Presiunea atmosferică scăzută și umiditatea ridicată sunt caracteristice regiunilor montane. Presiunea atmosferică este cu 10% mai mică decât media din Ungaria. Numărul de zile cu ceață în 1970 a fost de 221, un număr surprinzător de mare. Cele mai mari valori zilnice ale precipitațiilor, 228 mm, au fost înregistrate în perioada 11-12 iunie 1958. În iarna 1943-1944, vârful a fost acoperit cu zapadă timp de 154 de zile. La 30 martie 2013 s-a măsurat cel mai gros strat de zăpadă, 106 cm.
Temperatura medie anuală pe vârful Kékes este de 6,4°C, cu aproximativ 5°C mai mică decât cea din Budapesta sau Miskolc. August este cea mai caldă lună, cu o temperatură medie de 16,4°C, iar ianuarie cea mai rece, cu -3,4°C. Valorile extreme ale temperaturii au variat de la -22,6°C în ianuarie 1987 la 31,4°C la 20 iulie 2007.
| Date climatice pentru Kékestető (valori normale 1991−2020, valori extreme 1973−2023) | Date climatice pentru Kékestető (valori normale 1991−2020, valori extreme 1973−2023) | Date climatice pentru Kékestető (valori normale 1991−2020, valori extreme 1973−2023) | Date climatice pentru Kékestető (valori normale 1991−2020, valori extreme 1973−2023) | Date climatice pentru Kékestető (valori normale 1991−2020, valori extreme 1973−2023) | Date climatice pentru Kékestető (valori normale 1991−2020, valori extreme 1973−2023) | Date climatice pentru Kékestető (valori normale 1991−2020, valori extreme 1973−2023) | Date climatice pentru Kékestető (valori normale 1991−2020, valori extreme 1973−2023) | Date climatice pentru Kékestető (valori normale 1991−2020, valori extreme 1973−2023) | Date climatice pentru Kékestető (valori normale 1991−2020, valori extreme 1973−2023) | Date climatice pentru Kékestető (valori normale 1991−2020, valori extreme 1973−2023) | Date climatice pentru Kékestető (valori normale 1991−2020, valori extreme 1973−2023) | Date climatice pentru Kékestető (valori normale 1991−2020, valori extreme 1973−2023) | Date climatice pentru Kékestető (valori normale 1991−2020, valori extreme 1973−2023) |
| Luna                                                                                 | Ian                                                                                  | Feb                                                                                  | Mar                                                                                  | Apr                                                                                  | Mai                                                                                  | Iun                                                                                  | Iul                                                                                  | Aug                                                                                  | Sep                                                                                  | Oct                                                                                  | Nov                                                                                  | Dec                                                                                  | Anual                                                                                |
| ------------------------------------------------------------------------------------ | ------------------------------------------------------------------------------------ | ------------------------------------------------------------------------------------ | ------------------------------------------------------------------------------------ | ------------------------------------------------------------------------------------ | ------------------------------------------------------------------------------------ | ------------------------------------------------------------------------------------ | ------------------------------------------------------------------------------------ | ------------------------------------------------------------------------------------ | ------------------------------------------------------------------------------------ | ------------------------------------------------------------------------------------ | ------------------------------------------------------------------------------------ | ------------------------------------------------------------------------------------ | ------------------------------------------------------------------------------------ |
| Maxima medie °C (°F)                                                                 | −1.4 (29,5)                                                                          | −0.2 (31,6)                                                                          | 3.4 (38,1)                                                                           | 10.1 (50,2)                                                                          | 14.6 (58,3)                                                                          | 18.0 (64,4)                                                                          | 20.0 (68)                                                                            | 19.9 (67,8)                                                                          | 14.5 (58,1)                                                                          | 9.3 (48,7)                                                                           | 4.0 (39,2)                                                                           | −0.7 (30,7)                                                                          | 9,29 (48,72)                                                                         |
| Media zilnică °C (°F)                                                                | −3.4 (25,9)                                                                          | −2.7 (27,1)                                                                          | 0.6 (33,1)                                                                           | 6.3 (43,3)                                                                           | 10.9 (51,6)                                                                          | 14.5 (58,1)                                                                          | 16.3 (61,3)                                                                          | 16.4 (61,5)                                                                          | 11.3 (52,3)                                                                          | 6.6 (43,9)                                                                           | 1.9 (35,4)                                                                           | −2.5 (27,5)                                                                          | 6,35 (43,43)                                                                         |
| Minima medie °C (°F)                                                                 | −5.3 (22,5)                                                                          | −4.7 (23,5)                                                                          | −1.8 (28,8)                                                                          | 3.7 (38,7)                                                                           | 8.0 (46,4)                                                                           | 11.5 (52,7)                                                                          | 13.4 (56,1)                                                                          | 13.9 (57)                                                                            | 9.1 (48,4)                                                                           | 4.6 (40,3)                                                                           | 0.1 (32,2)                                                                           | −4.3 (24,3)                                                                          | 4,02 (39,24)                                                                         |
| Minima istorică °C (°F)                                                              | −22.6 (−8.7)                                                                         | −19.8 (−3.6)                                                                         | −19.4 (−2.9)                                                                         | −9.7 (14,5)                                                                          | −4 (24,8)                                                                            | 1.0 (33,8)                                                                           | 4.5 (40,1)                                                                           | 1.0 (33,8)                                                                           | −3 (26,6)                                                                            | −8 (17,6)                                                                            | −13 (8,6)                                                                            | −18.7 (−1.7)                                                                         | −22,6 (−8,7)                                                                         |
| Precipitații mm (inches)                                                             | 41.5 (1.634)                                                                         | 50.0 (1.969)                                                                         | 47.9 (1.886)                                                                         | 58.9 (2.319)                                                                         | 94.3 (3.713)                                                                         | 82.2 (3.236)                                                                         | 105.7 (4.161)                                                                        | 80.5 (3.169)                                                                         | 67.6 (2.661)                                                                         | 66.2 (2.606)                                                                         | 67.2 (2.646)                                                                         | 52.0 (2.047)                                                                         | 814 (32,05)                                                                          |
| Umiditate [%]                                                                        | 84.1                                                                                 | 82.0                                                                                 | 77.0                                                                                 | 68.1                                                                                 | 73.0                                                                                 | 74.3                                                                                 | 72.2                                                                                 | 70.3                                                                                 | 75.9                                                                                 | 81.6                                                                                 | 84.7                                                                                 | 82.7                                                                                 | 77,16                                                                                |
| Nr. de zile cu precipitații (≥ 1.0 mm)                                               | 6.9                                                                                  | 7.6                                                                                  | 7.5                                                                                  | 8.2                                                                                  | 10.3                                                                                 | 9.5                                                                                  | 9.6                                                                                  | 7.5                                                                                  | 7.3                                                                                  | 7.4                                                                                  | 8.0                                                                                  | 8.0                                                                                  | 97,8                                                                                 |
| Nr. mediu de zile cu ninsoare                                                        | 10.8                                                                                 | 10.8                                                                                 | 8.6                                                                                  | 5.4                                                                                  | 0.6                                                                                  | 0.0                                                                                  | 0.0                                                                                  | 0.0                                                                                  | 0.2                                                                                  | 1.7                                                                                  | 6.9                                                                                  | 10.8                                                                                 | 55,9                                                                                 |
| Ore însorite                                                                         | 89.8                                                                                 | 100.1                                                                                | 144.2                                                                                | 174.7                                                                                | 221.0                                                                                | 238.9                                                                                | 268.0                                                                                | 237.9                                                                                | 189.4                                                                                | 166.7                                                                                | 97.4                                                                                 | 77.4                                                                                 | 2.005,5                                                                              |
| Sursă: NOAA                                                                          |                                                                                      |                                                                                      |                                                                                      |                                                                                      |                                                                                      |                                                                                      |                                                                                      |                                                                                      |                                                                                      |                                                                                      |                                                                                      |                                                                                      |                                                                                      |

## Aria naturală protejată Mátra
Aria naturală protejată Mátra este un sit Natura 2000 fondat în 2004 ca zonă specială de protecție a păsărilor.
Zona de protecție a peisajului Mátra a fost înființată în 1986 pe un teritoriu de 12.141 hectare, pentru a proteja natura și peisajul regiunii Mátra. Această organizație, care aparținea Direcției Parcului Național Bükk, avea rolul de a asigura că starea inițială a Mátra nu este perturbată de nicio intervenție care ar putea provoca daune peisajului și naturii acestuia pe termen lung. Patrimoniul natural era păstrat în siguranță pe o zonă strict protejată de 2.209 hectare, acoperită în principal cu păduri.
În 2004 a fost înființată Zona de protecție specială (Directiva Păsări) Mátra, care găzduiește 23 de specii de păsări protejate în Uniunea Europeană, incluse în lista roșie europeană a Uniunii Internaționale pentru Conservarea Naturii (IUCN European Red List).

### Floră

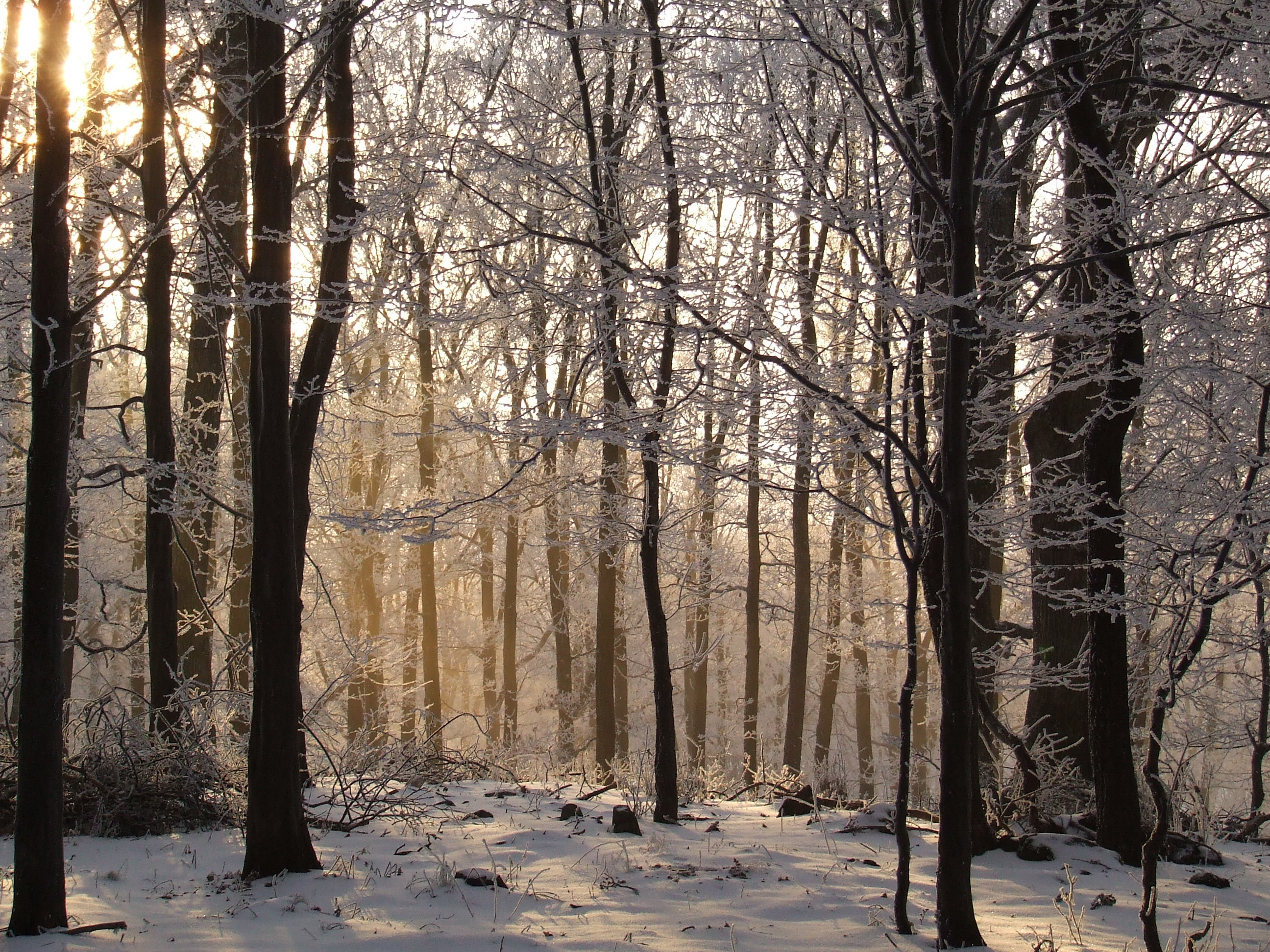
Pădurea de fag Mátra

Mátra este un lanț montan acoperit de diverse comunități forestiere, cele mai caracteristice fiind pădurile de cireș-stejar. La o altitudine de 550 m în nord și 650 m în sud, pădurile de cireș-stejar sunt înlocuite cu păduri de pin-stejar și apoi cu păduri de fag. Peste 900 m, comunități de fag și Aconitum  (Aconito-Fagetum) pot fi găsite pe versanții nordici ai Kékes, Galyatető și Piszkés-tető. 
Pe versanții nordici mai reci ai masivului Mátra se regăsește habitatul mai multor specii alpine. Comunitatea de pădure montană de fag din partea de nord a Kékes oferă un habitat pentru multe specii de plante rare. Aici trăiesc trandafirul de munte (Rosa pendulina) și pecetea lui Solomon (Polygonatum verticillare). Pe laturile nordice, pădurile de tei (Tilia) crescute în zonele de grohotiș și de chei de andezit (Parietario-Aceretum) asigură microclimatul specific. Plantele rare sunt cimicifuga (Cimicifuga europaea), curpen de munte (Clematis alpina), lopățea (Lunaria rediviva), caracteristică locurilor pietroase și o specie de valeriană (Valeriana tripteris). Aici trăiesc mai multe specii protejate de ferigă, precum Polystichum braunii, Polystichum aculeatum și Woodsia alpina. O specie de păiuș (Festuca amethystina), care poate fi considerat o relicvă a epocii glaciare, trăiește pe crestele care se extind spre nord. Pe stânci, lichenul Parmelia conspersa este planta pionieră. În crăpăturile stâncilor se găsesc ruginița arctică (Asplenium septentrionale), saxifraga albă (Saxifraga paniculata), barba lui Jupiter (Jovibarba hirta). Pe rocile din andezit cu sol fertil subțire se dezvoltă o vegetație de stâncă, apoi, pe măsură ce stratul de sol se îngroașă, apar treptat desișuri de păiuș (Festuca pseudodalmatica) și rogoz unguresc (Poa pannonica subsp. scabra). Taula (Spiraea media) formează desișuri de până la un metru înălțime, aproape impenetrabile, alături de care se pot găsi și bârcoace de Mátra (Cotoneaster matrensis).

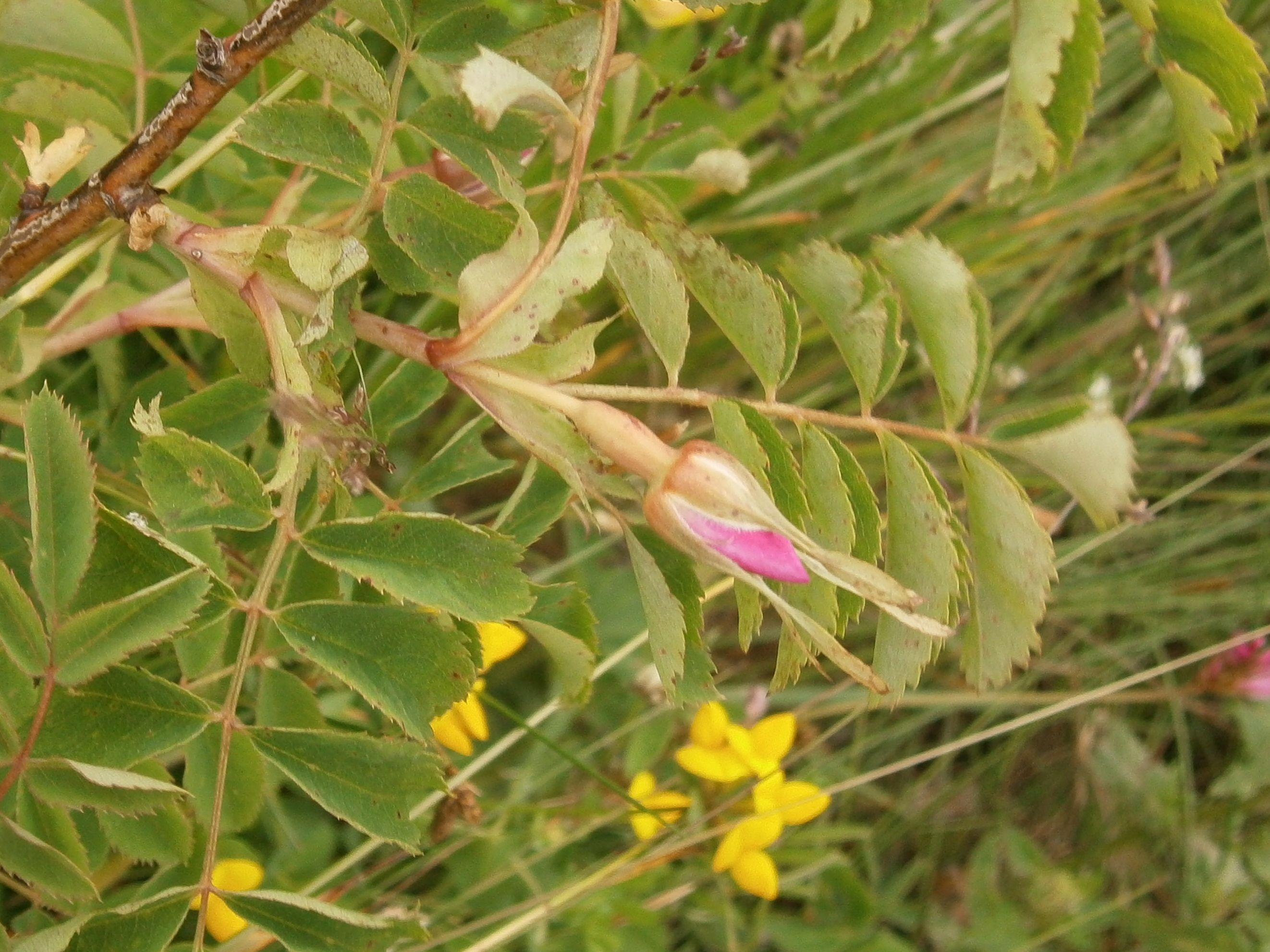
Trandafir de munte (Rosa pendulina)
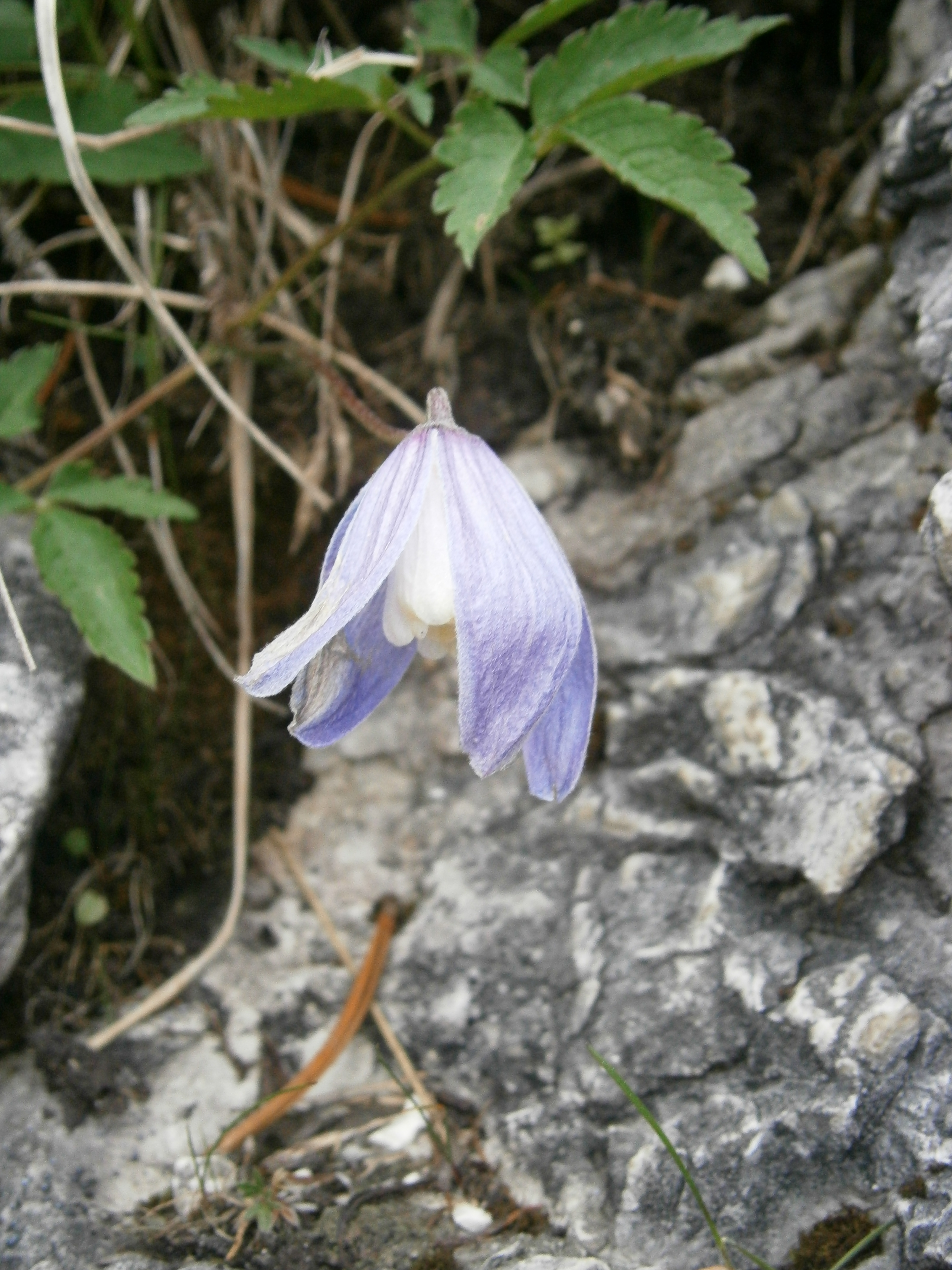
Curpen de munte (Clematis alpina)
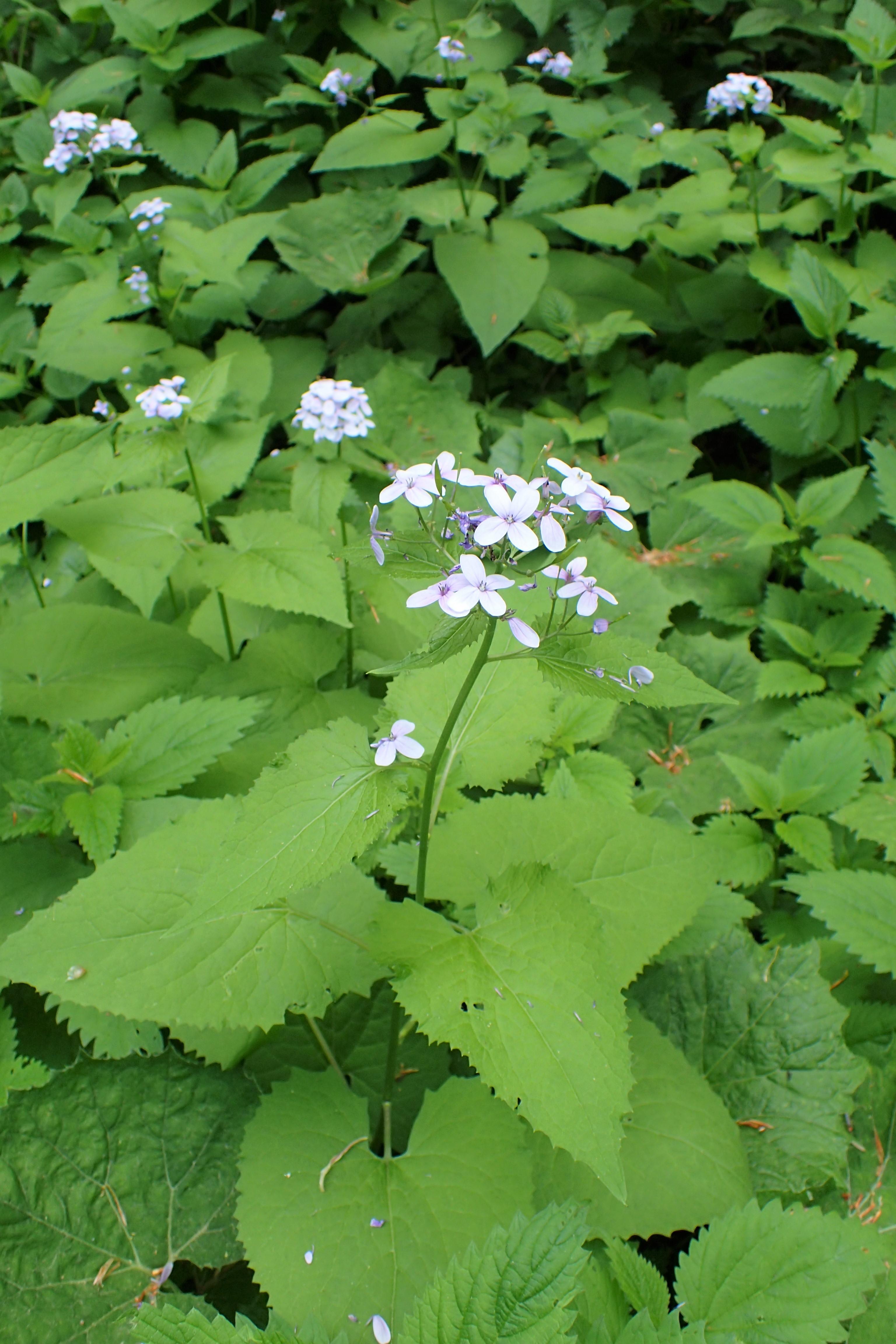
Lopățea (Lunaria rediviva)
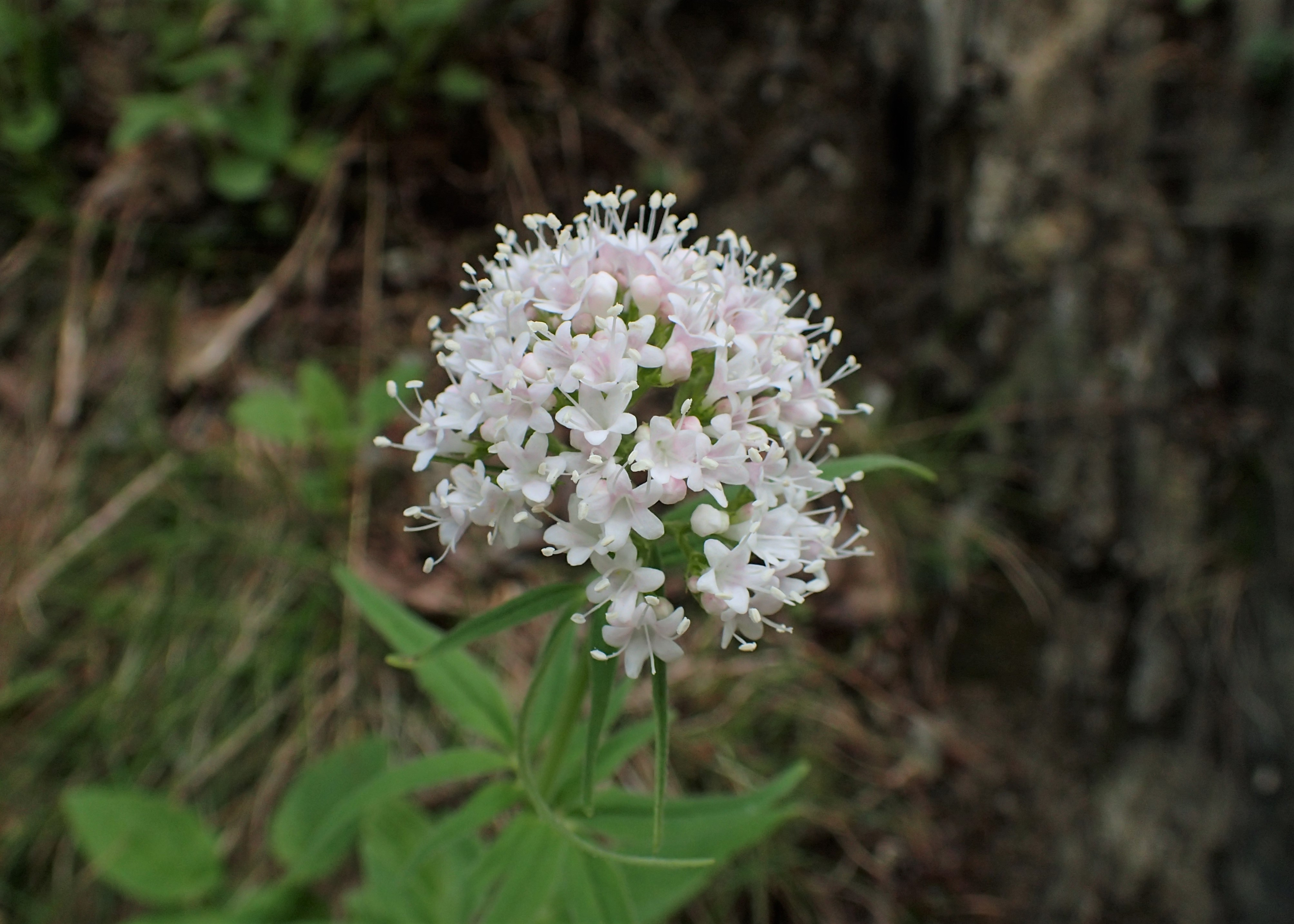
Valeriană (Valeriana tripteris)
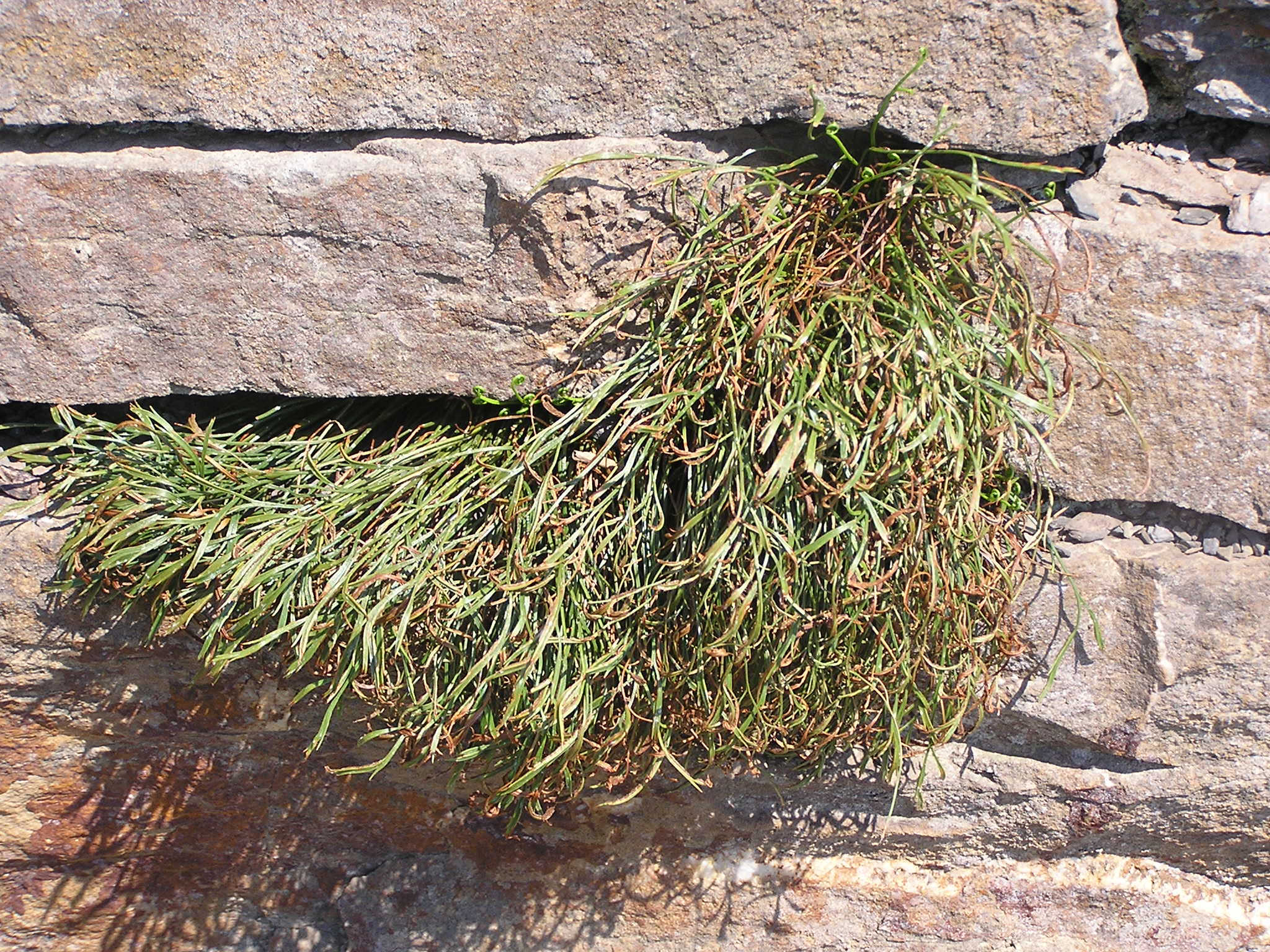
Ruginiță arctică (Asplenium septentrionale)
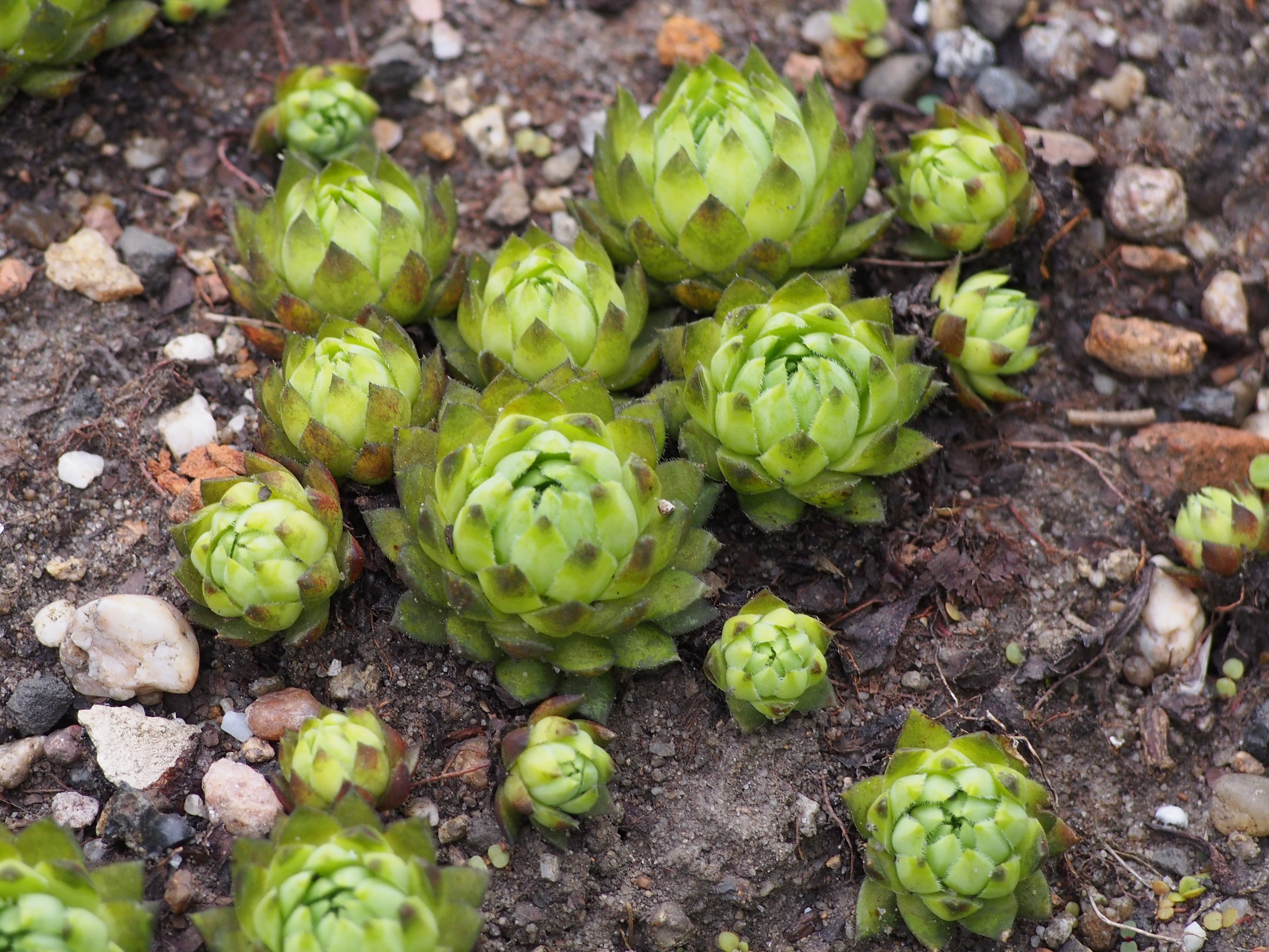
Barba lui Jupiter
(Jovibarba hirta)

Pe pajiștile montane din Mátra, se găsesc, printre altele, gențiana de turbărie (Gentiana pneumonanthe), anemona neagră (Pulsatilla pratensis subsp. nigricans) și orhideea globulară (Traunsteinera globosa). În locurile umede, firuța (Poa remota) este o specie endemică, găsită în Ungaria doar la poalele nordice ale vârfului Kékes. Primăvara, laleaua pestriță (Fritillaria meleagris) înflorește în singurul său habitat din Mátra, o pădure inundată de cireș-stejar.

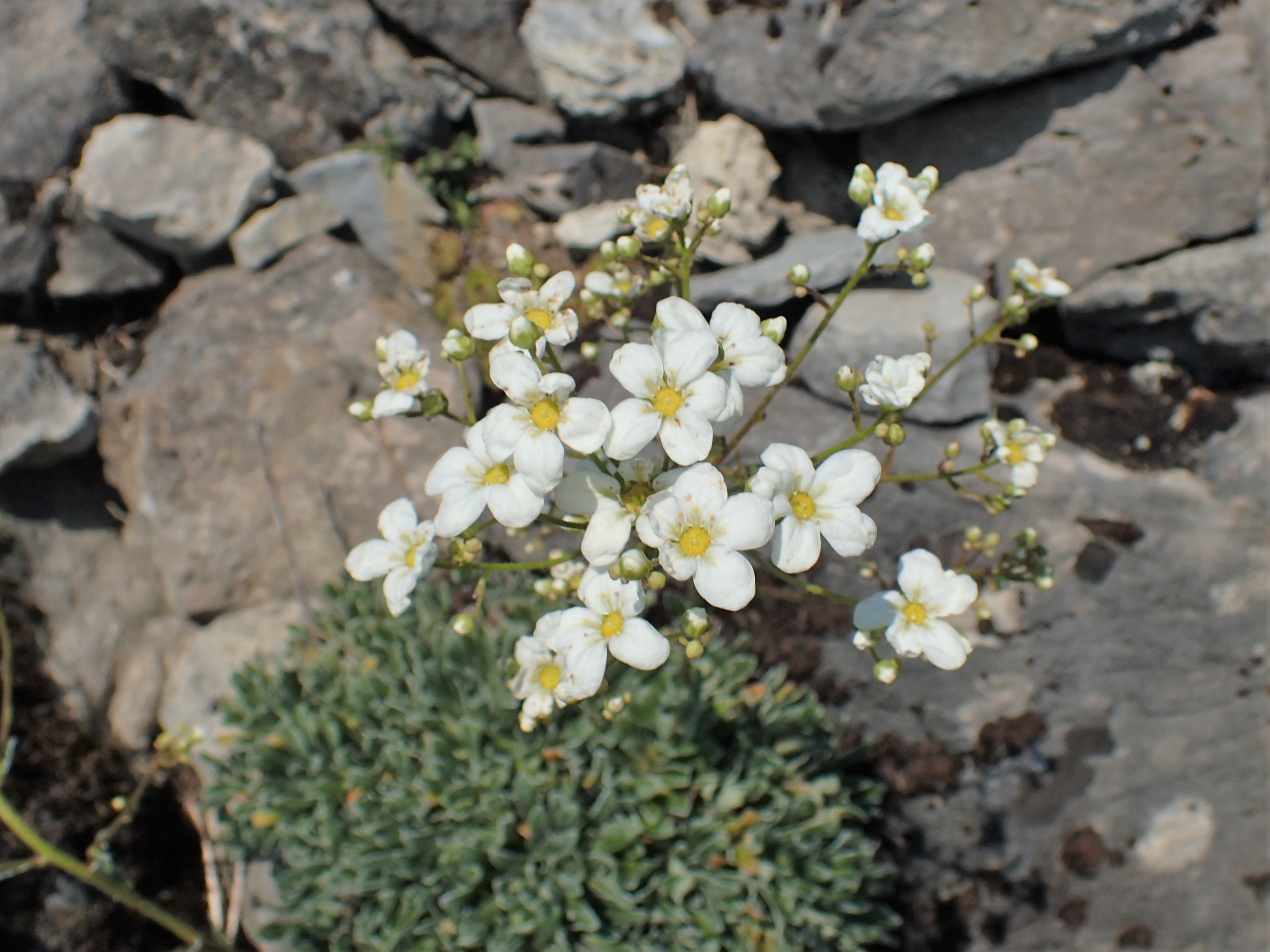
Saxifraga albă (Saxifraga paniculata)
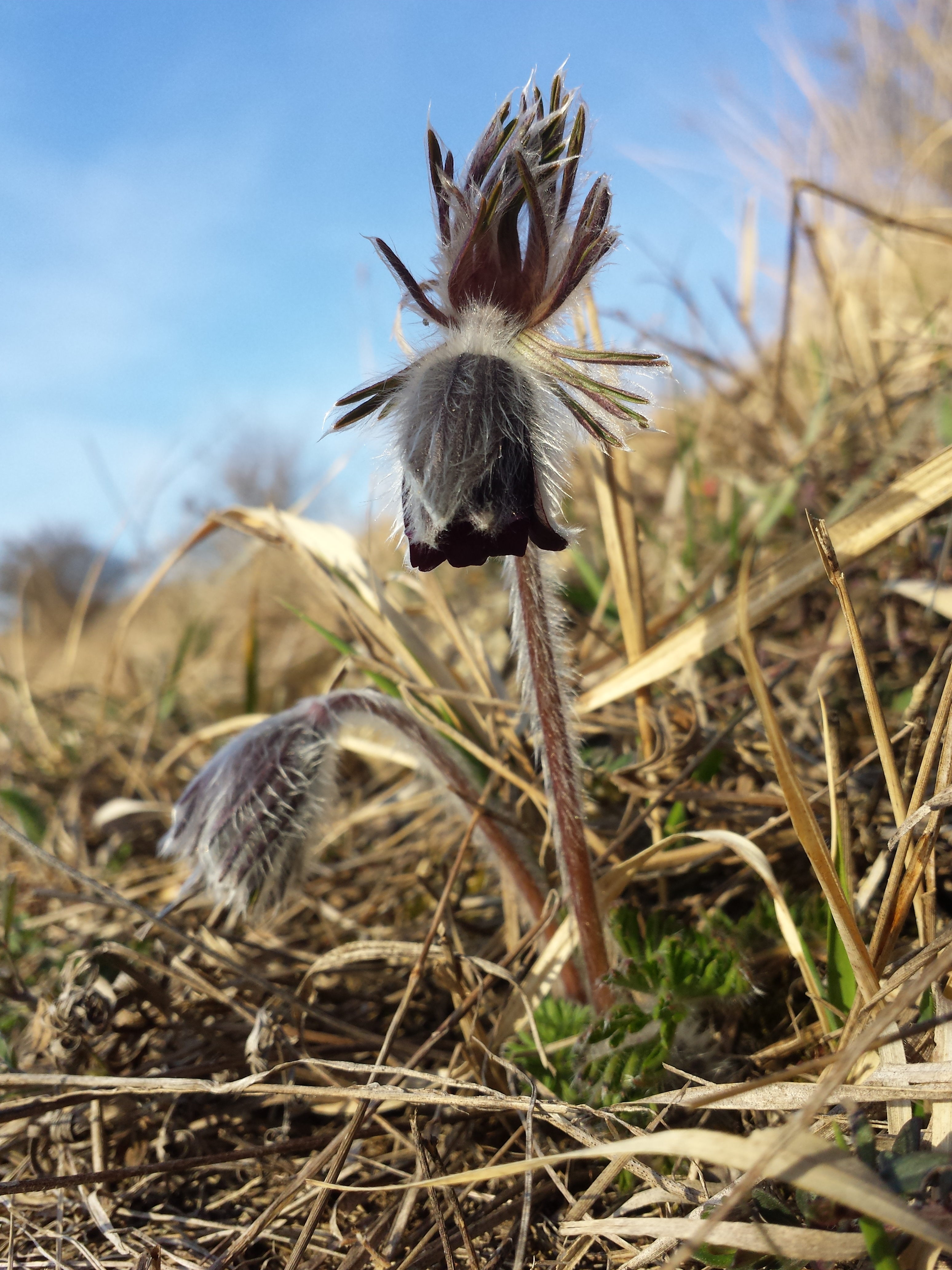
Anemonă neagră (Pulsatilla pratensis subsp. nigricans)
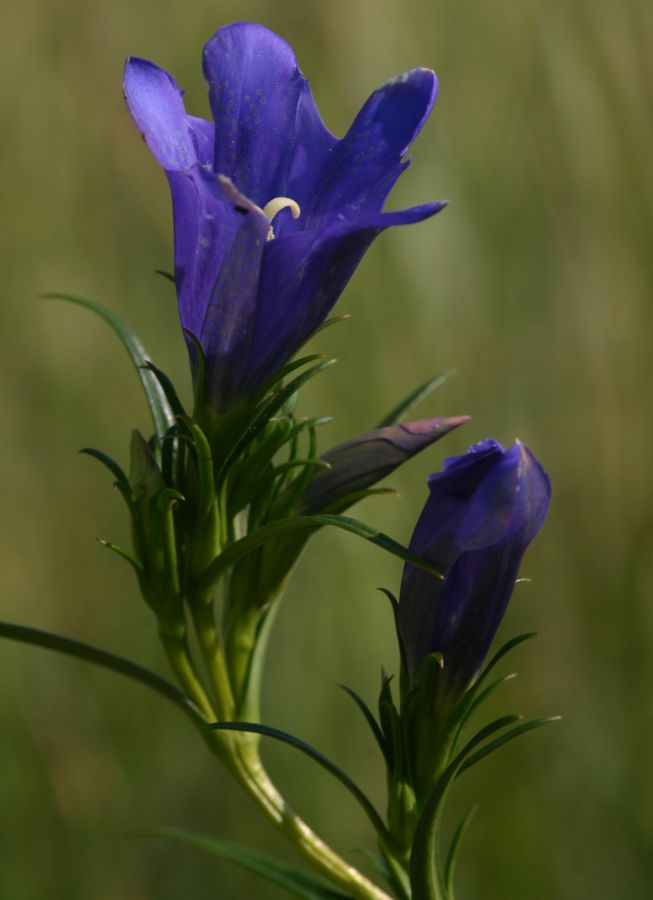
Gențiană de turbărie (Gentiana pneumonanthe)
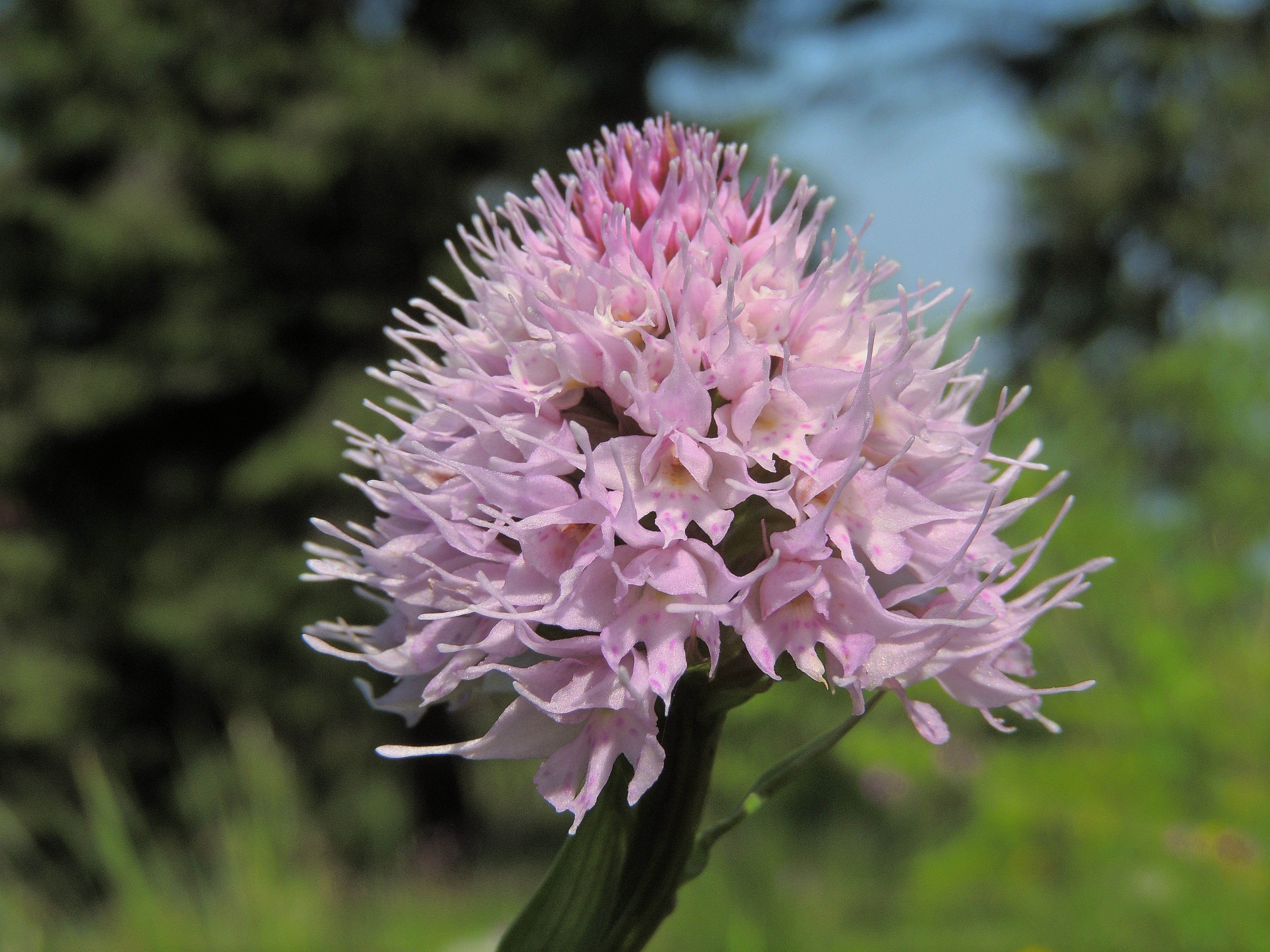
Orhidee globulară (Traunsteinera globosa)
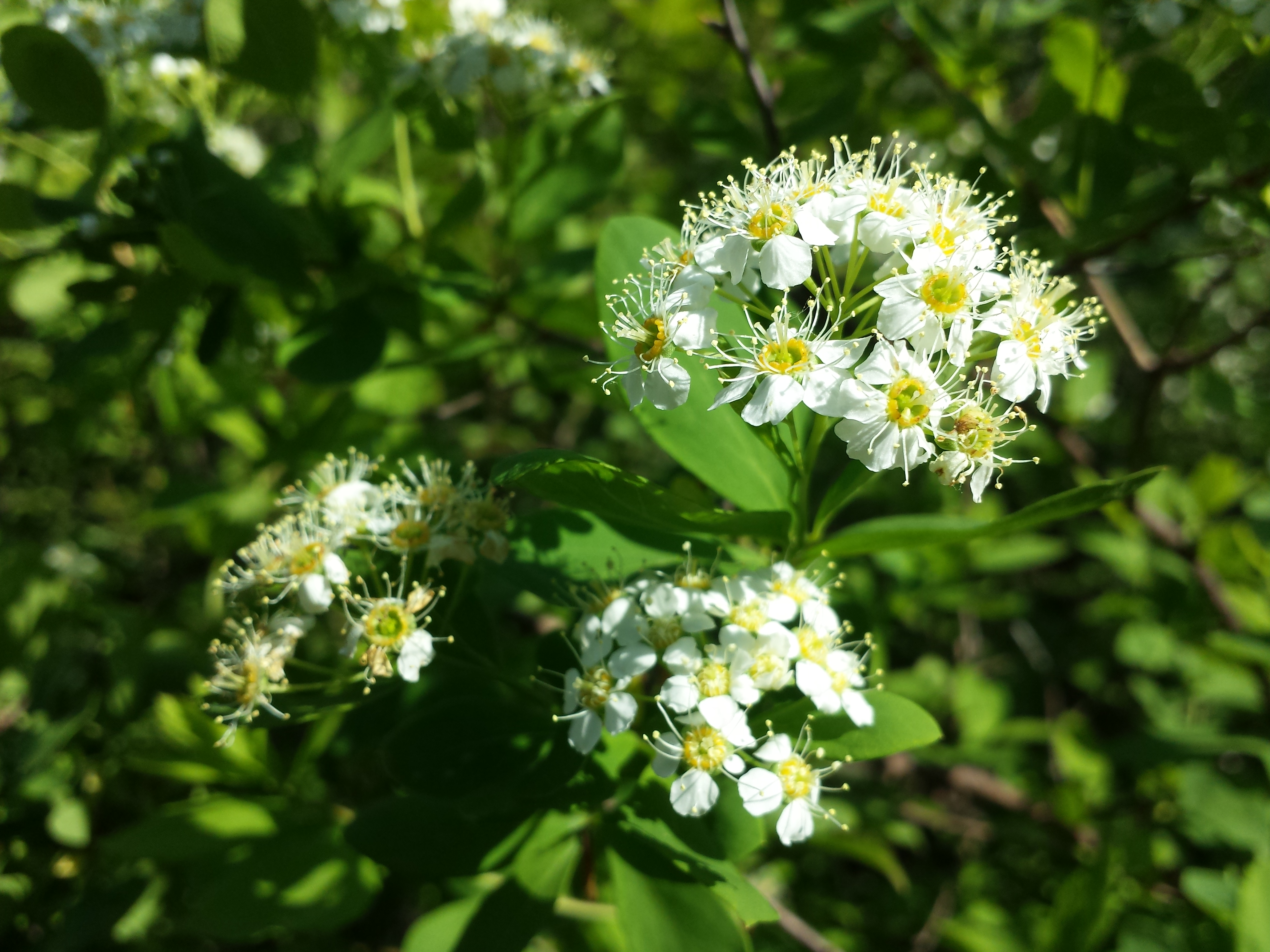
Taulă (Spiraea media)
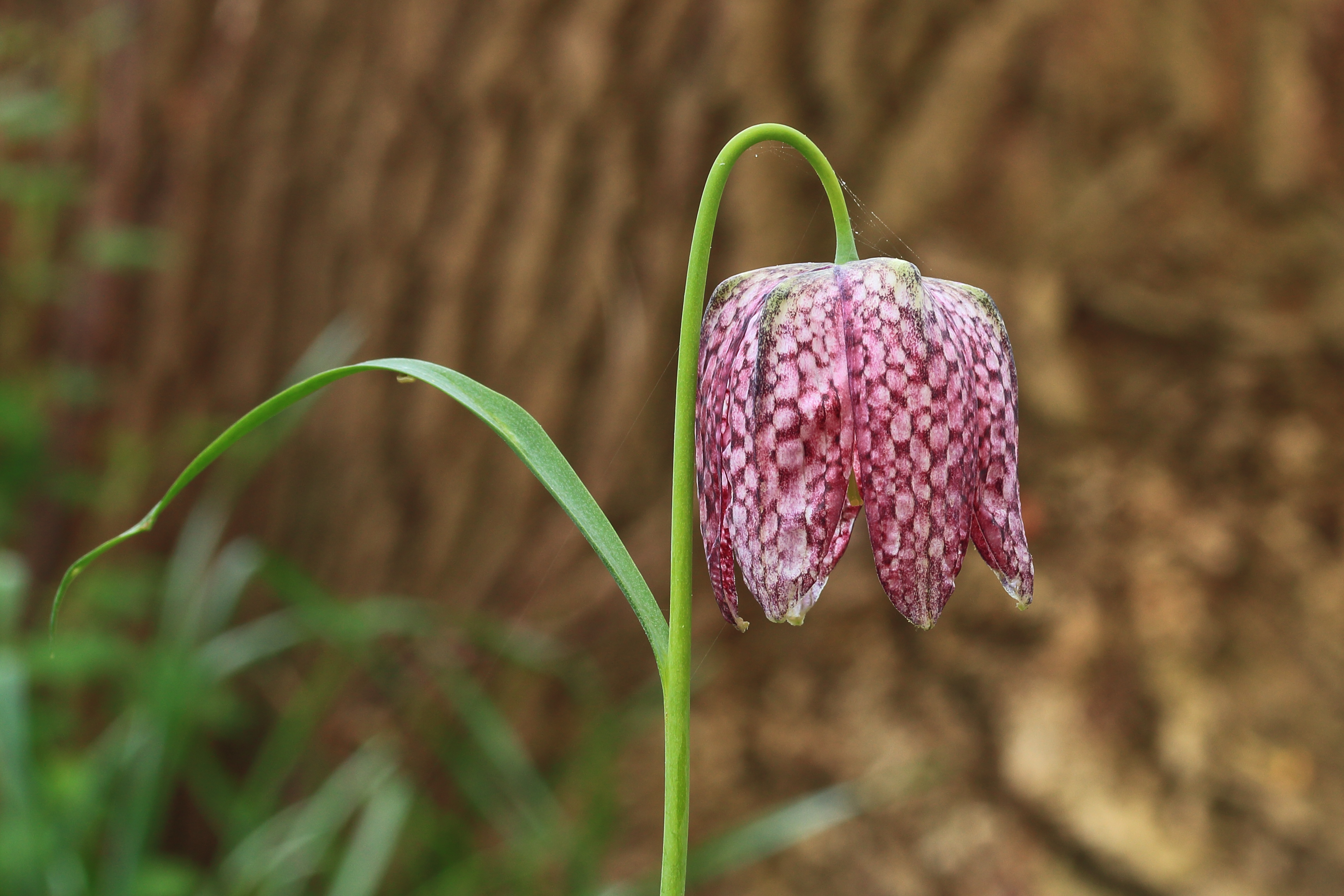
Lalea pestriță
(Fritillaria meleagris)

### Faună
Fauna lanțului montan Mátra include numeroase specii. Dintre melci, unele specii rare sunt relicve ale epocii glaciare, supraviețuind în zonele retrase, cu microclimat rece. Astfel de specii sunt, de exemplu, Discus ruderatus, Cochlodina cerata, Ruthenica filograna, Helicigona faustina.
Dintre nevertebrate, fluturii diurni sunt cei mai răspândiți. O mică populație de fluture alb de munte (Pieris bryoniae) încă se găsește în pădurile de fag. Se mai regăsesc fluturele mare al plopului (Limenitis populi), specie rară în toată Europa, fluturele lui Pallas (Argynnis laodice), fluturele-planor unguresc (Neptis rivularis). Larvele libelulei cu inele aurii (Cordulegaster bidentata) se dezvoltă în pâraiele din Mátra. Croitorul fagului (Rosalia alpina) apare doar în pădurile de fag. Printre speciile rare și protejate de amfibieni și reptile din Mátra se numără salamandra de uscat (Salamandra salamandra), salamandra alpină (Triturus alpestris), buhaiul de baltă cu burtă galbenă (Bombina variegata), broasca roșie de pădure (Rana dalmatina), broasca roșie de munte (Rana temporaria), șopârla apodă (Anguis fragilis), șopârla de câmp (Lacerta agilis) și gușterul (Lacerta viridis). Dintre șerpi, se regăsesc șarpele lui Esculap (Elaphe longissima) și șarpele de casă (Natrix natrix). 

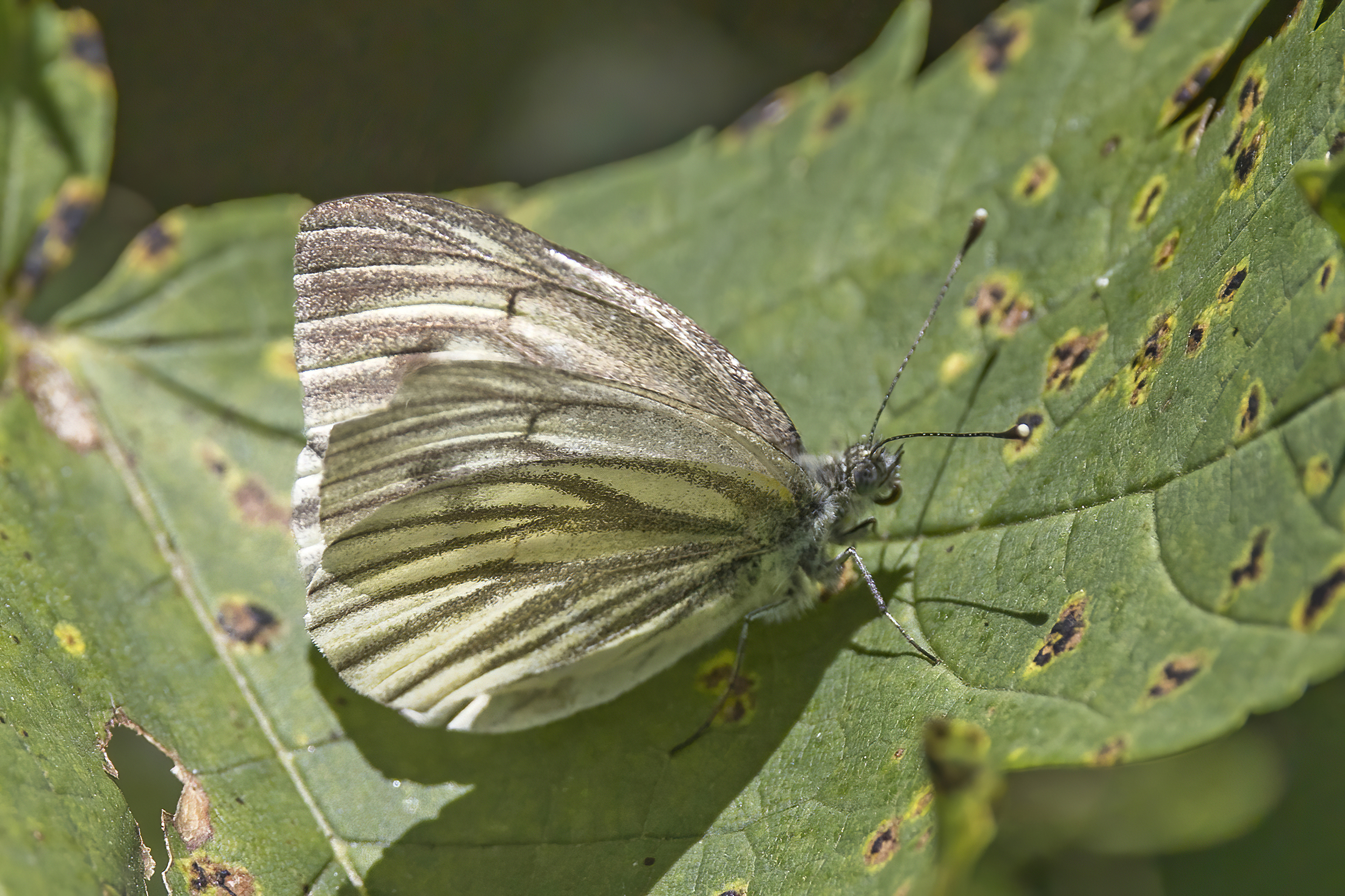
Fluture alb de munte (Pieris bryoniae)
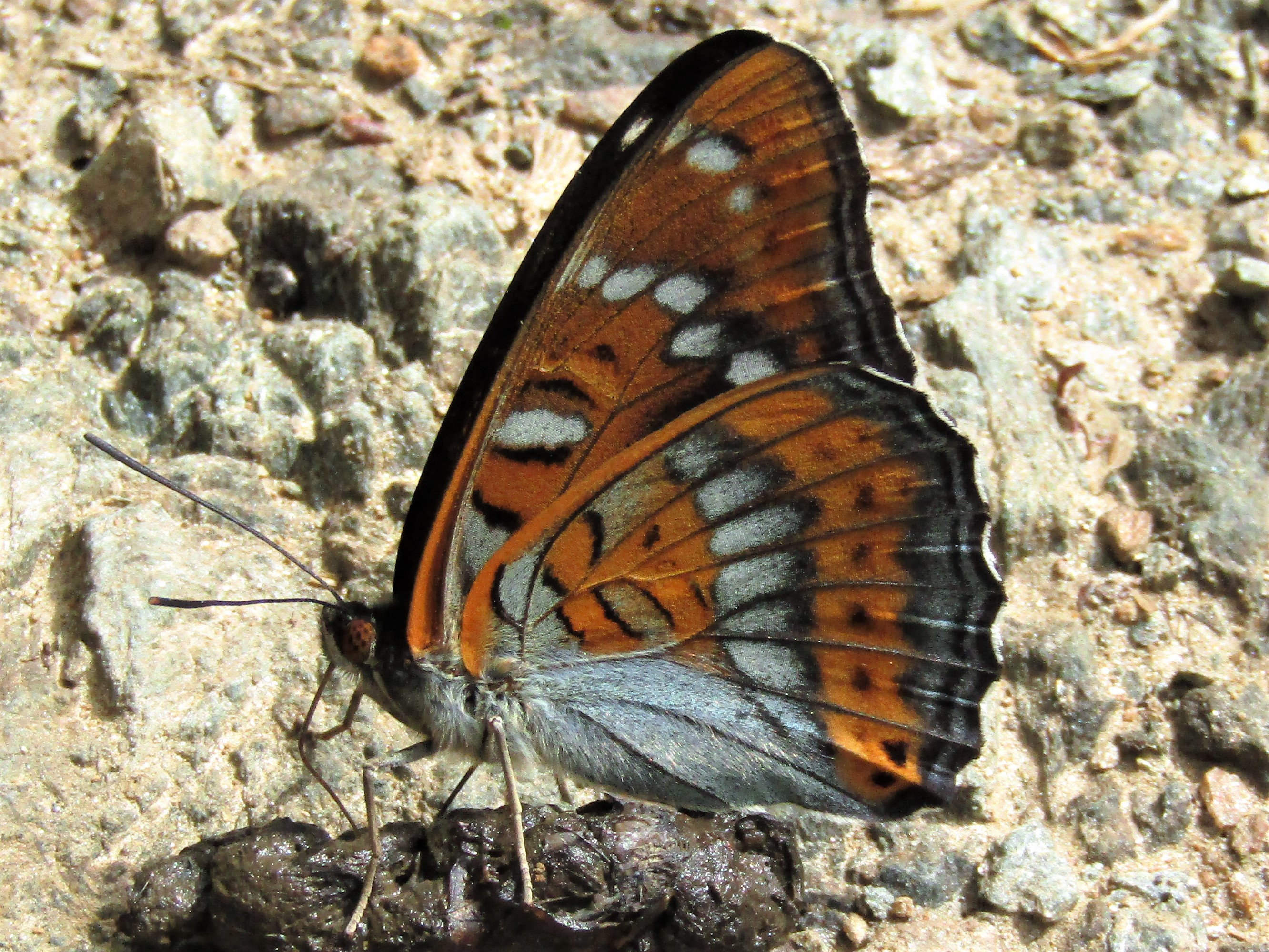
Fluturele mare al plopului (Limenitis populi)
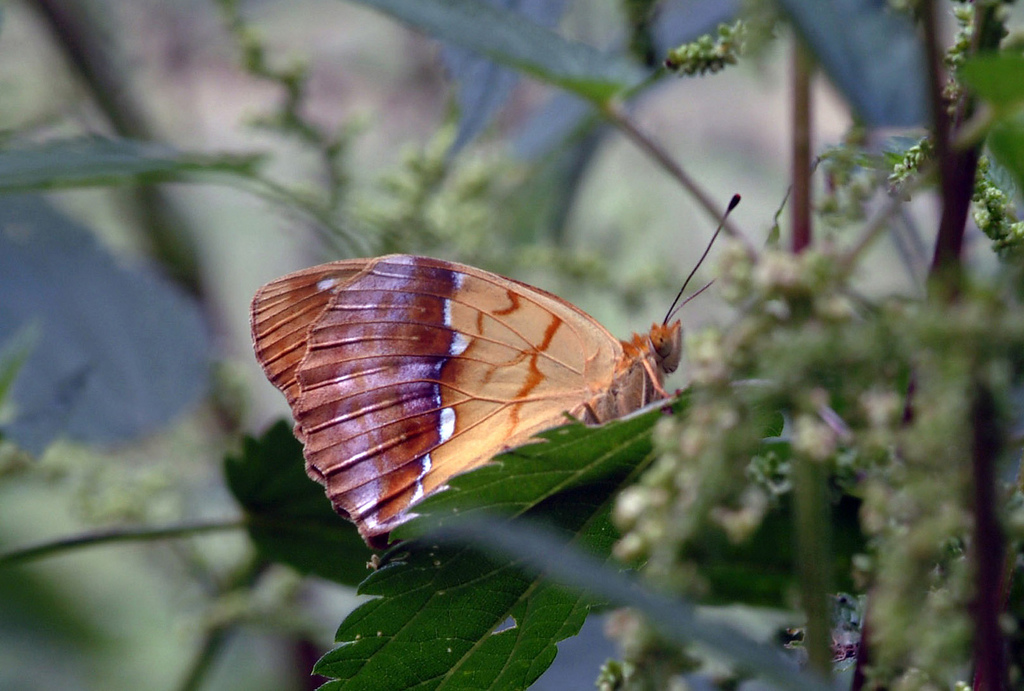
Fluturele lui Pallas (Argynnis laodice)
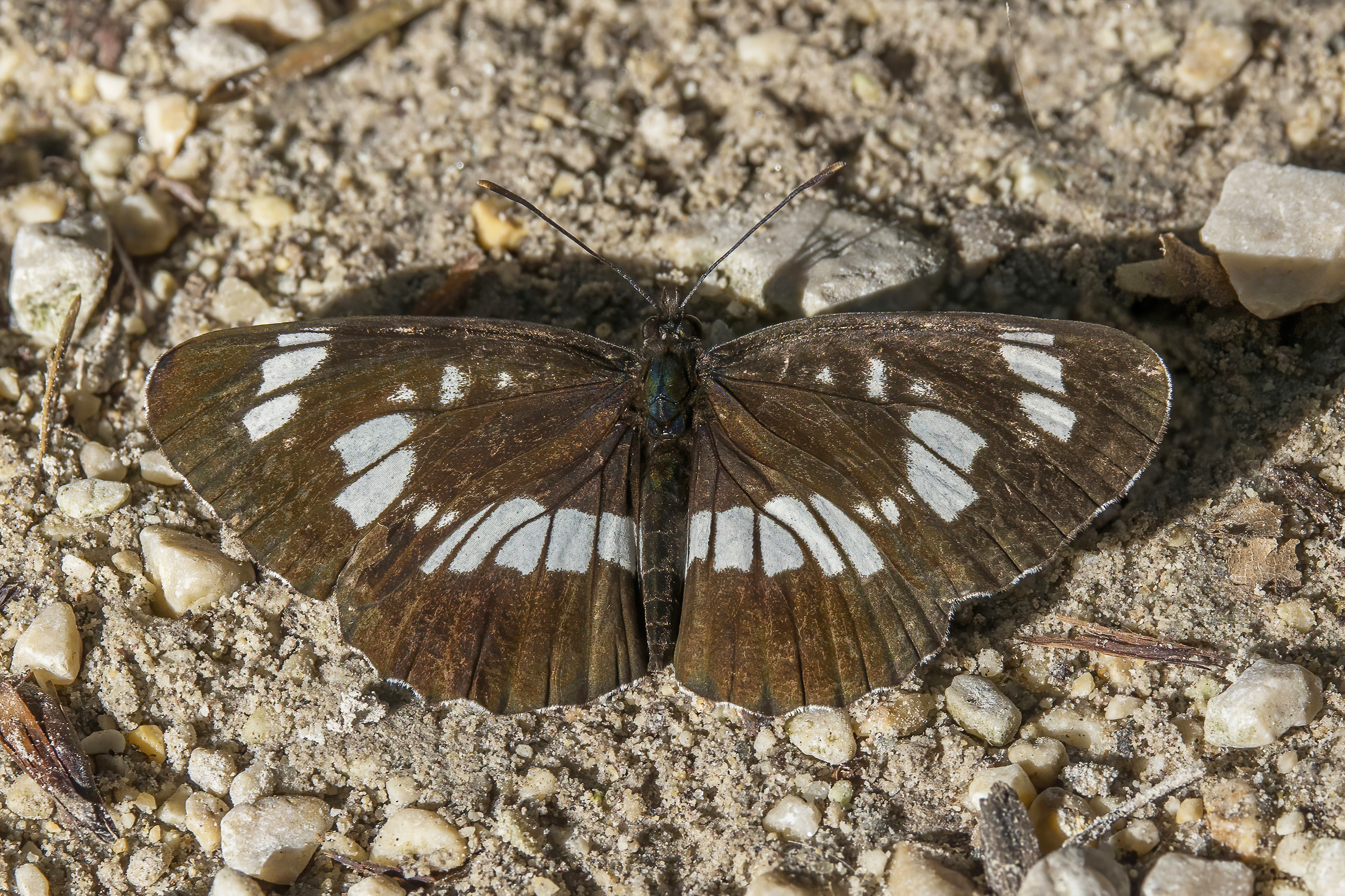
Fluture-planor unguresc (Neptis rivularis)
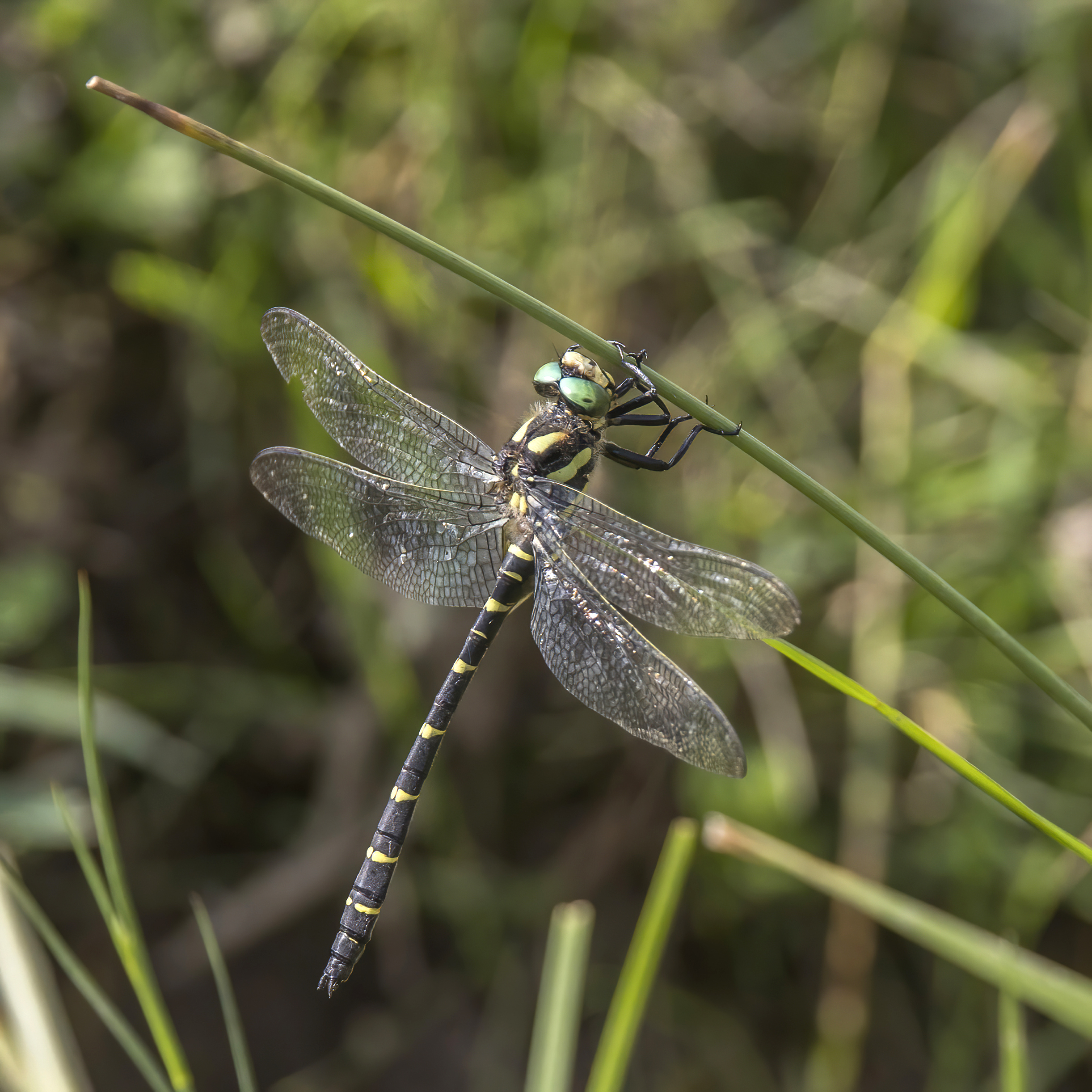
Libelulă cu inele aurii
(Cordulegaster bidentata)

Lista speciilor de păsări cuibăritoare include câteva specii special protejate, precum acvila de câmp (Aquila heliaca), acvila țipătoare mică (Aquila pomarina), șoimul dunărean (Falco cherrug), șorecarul (Buteo buteo), viesparul (Pernis apivorus), șerparul (Circäetus gallicus) și bufnița mare (Bubo bubo). Ierunca (Tetrastes bonasia) este de asemenea o specie care beneficiază de protecție specială. S-a observat o creștere a populațiilor de corb (Corvus corax) și ciocănitoare neagră (Dryocopus martius). Printre speciile rar întâlnite se numără mierla de apă (Cinclus cinclus) și barza neagră (Ciconia nigra).

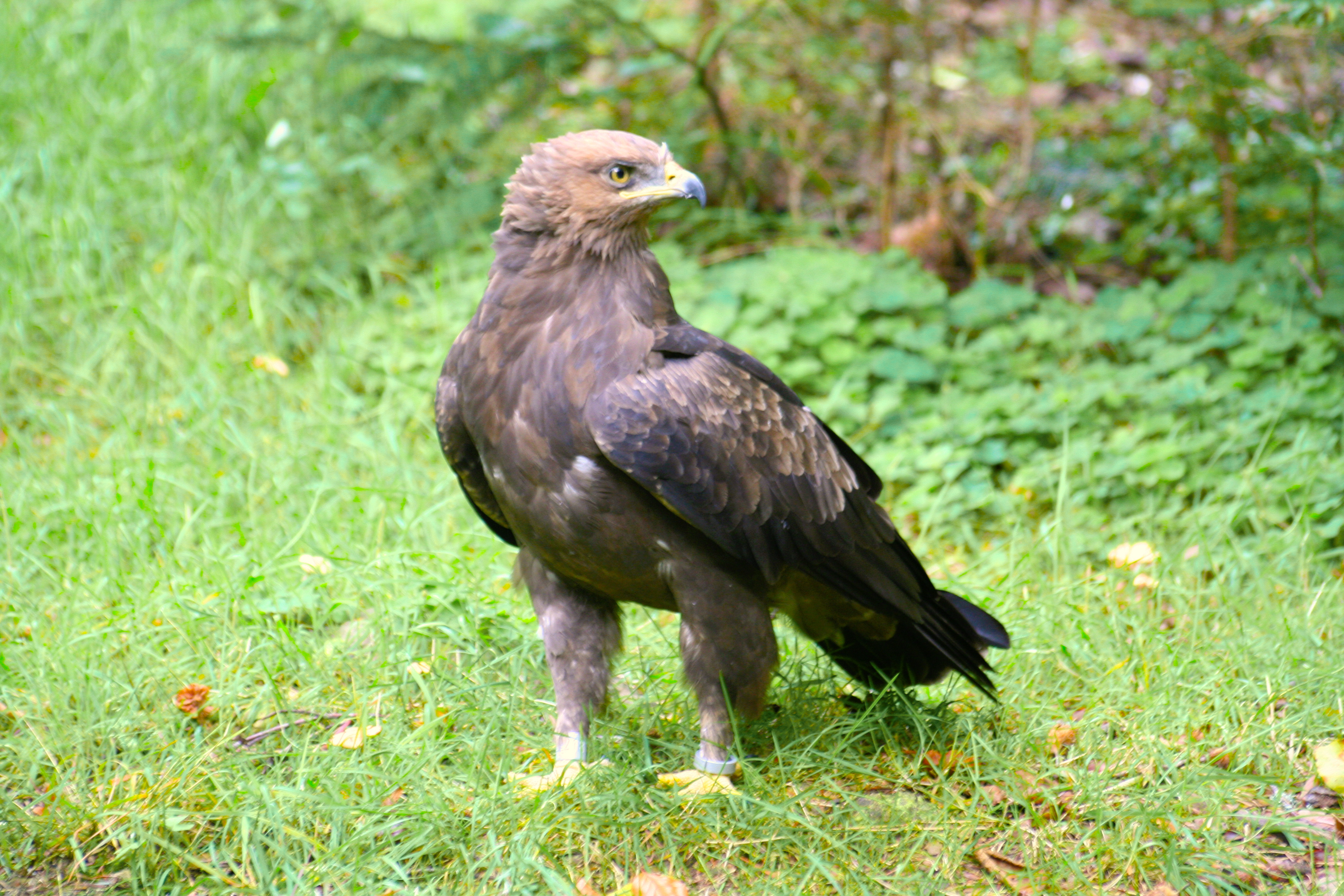
Acvilă țipătoare mică (Aquila pomarina)
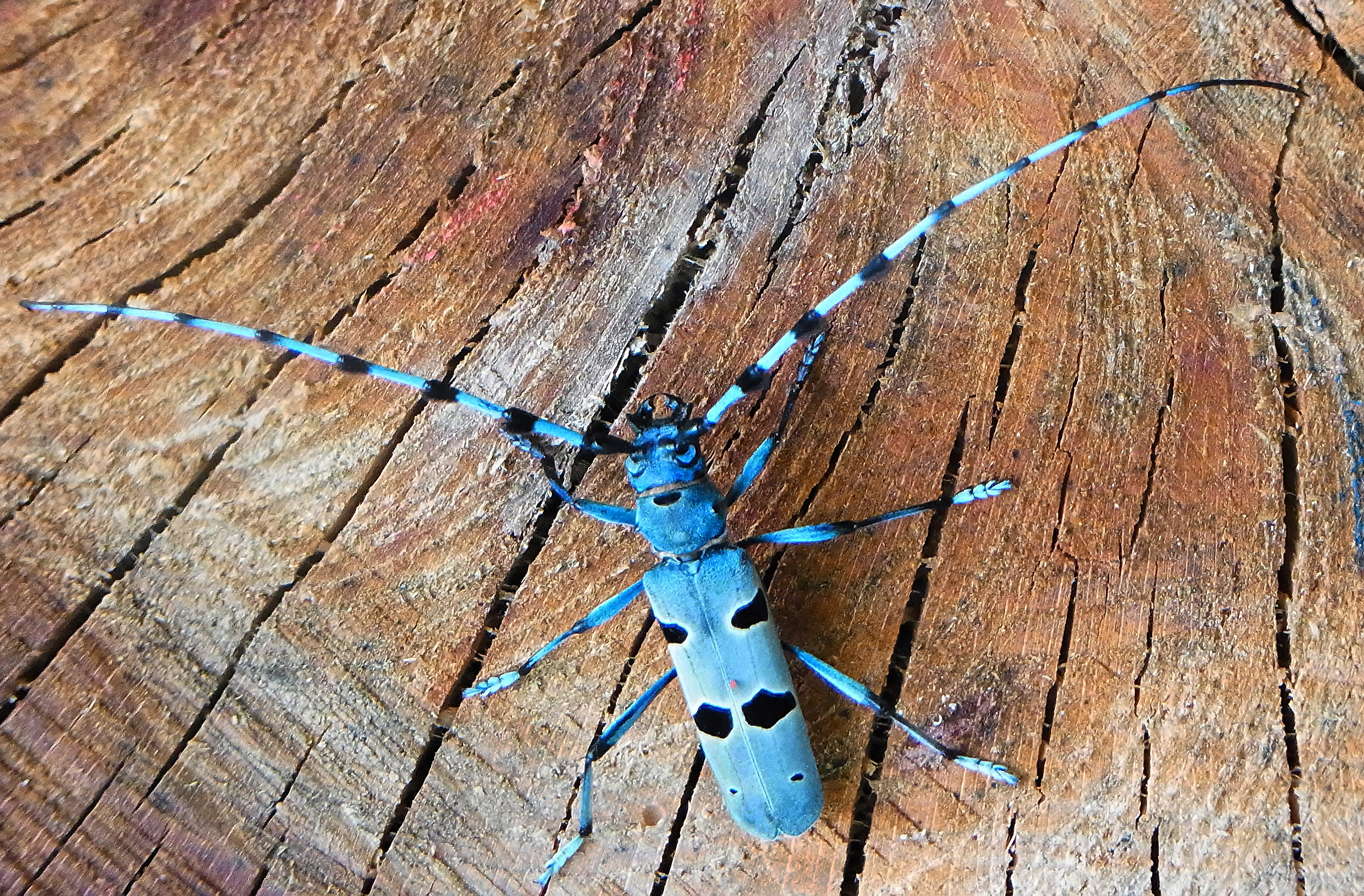
Croitorul fagului (Rosalia alpina)
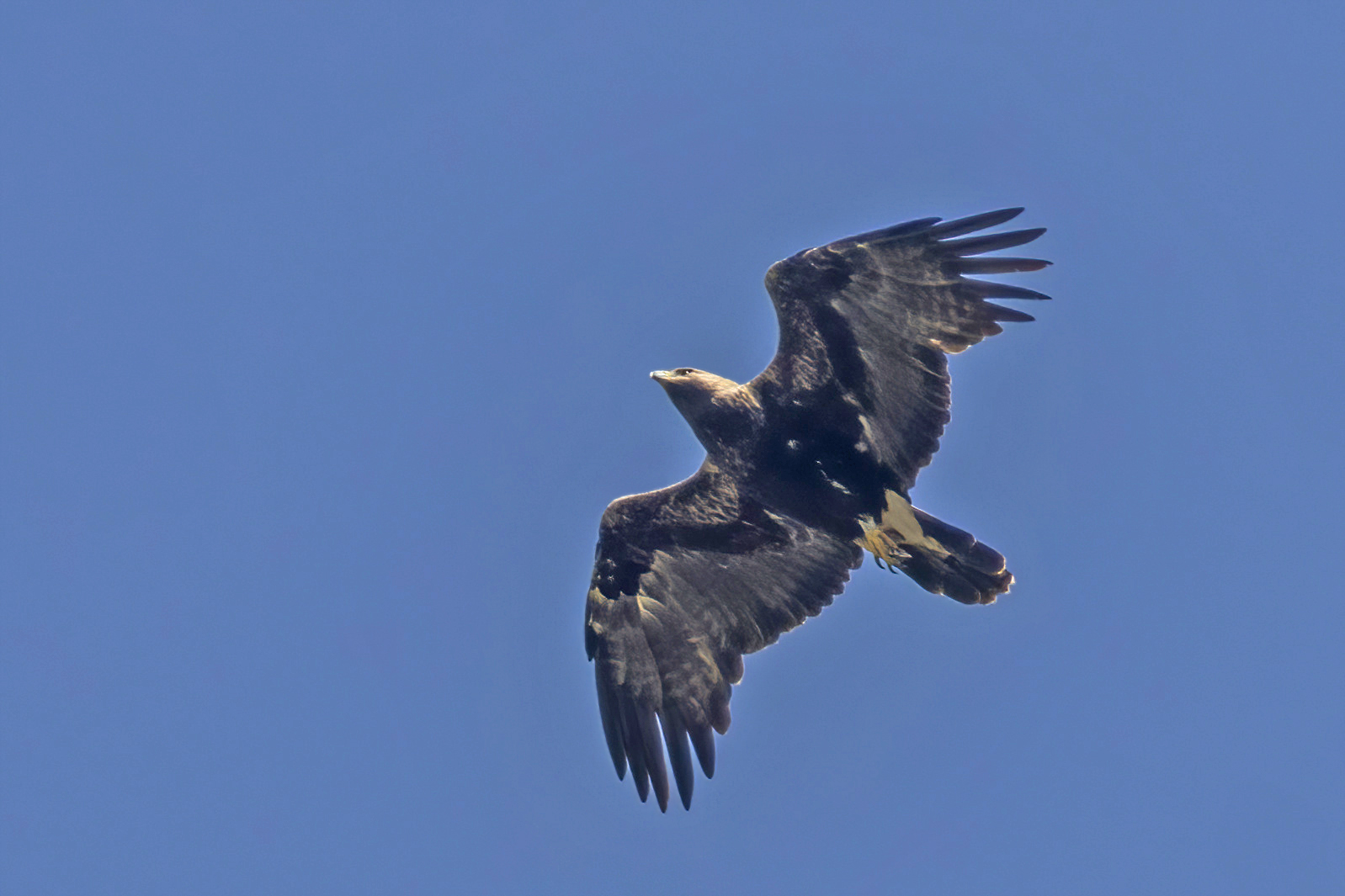
Acvilă de câmp (Aquila heliaca)
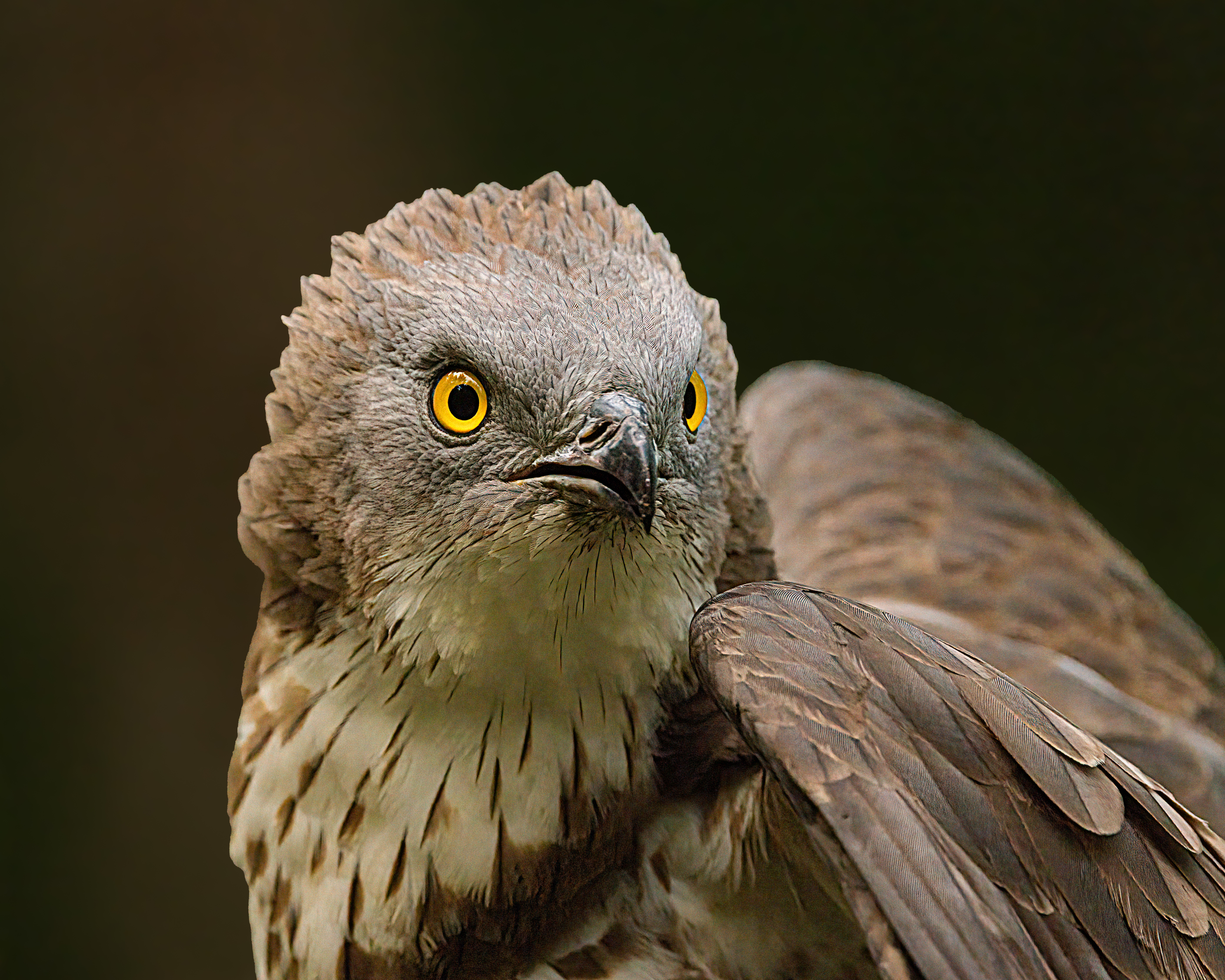
Viespar (Pernis apivorus)
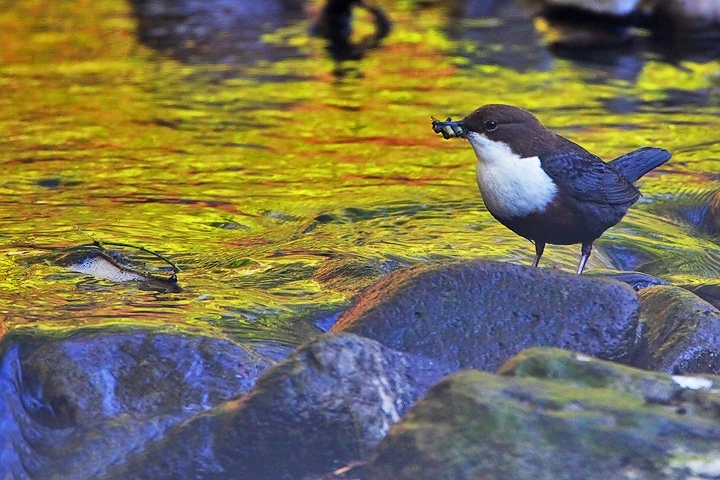
Mierlă de apă
(Cinclus cinclus)

Numeroase specii de mamifere protejate au habitatul în munții Mátra. Multe specii de lilieci își găsesc adăpost în trunchiurile de copaci putrezite ale pădurilor bătrâne de foioase sau în puțurile și bazinele miniere rămase după oprirea activităților de extracție a minereurilor. Aici se găsește una dintre cele mai importante specii de lilieci din Ungaria, liliacul cu aripi lungi (Miniopterus schreibersi), care formează o colonie de 3-4.000 de exemplare împreună cu liliacul comun (Myotis myotis). Dintre carnivore se găsesc jderul de copac (Martes martes), viezurele (Meles meles), pisica sălbatică (Felis sylvestris) și râsul (Lynx lynx). Animalele sălbatice obișnuite din pădurile maghiare se regăsesc și în masivul Mátra. Cerbul (Cervus elaphus), căpriorul (Capreolus capreolus), mistrețul (Sus scrofa) sunt răspândite în număr mare, afectând capacitatea de regenerare a pădurilor și pășunilor montane, la fel cu muflonul (Ovis musimon) care este o specie alohtonă, originară din Corsica. Specia a fost introdusă în Mátra în 1923, dar s-a dovedit de-a lungul timpului o specie dăunătoare din punct de vedere al conservării naturii și al silviculturii.

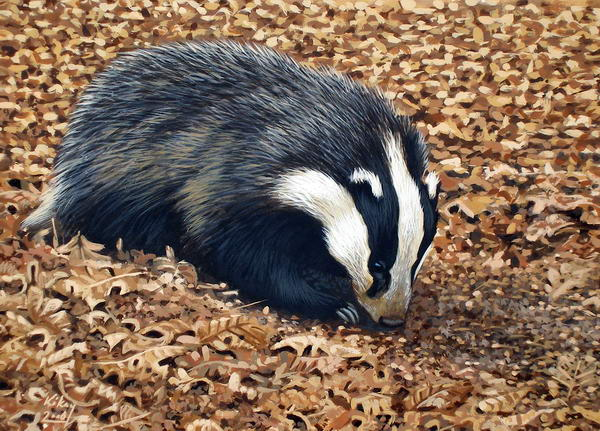
Viezure (Meles meles)
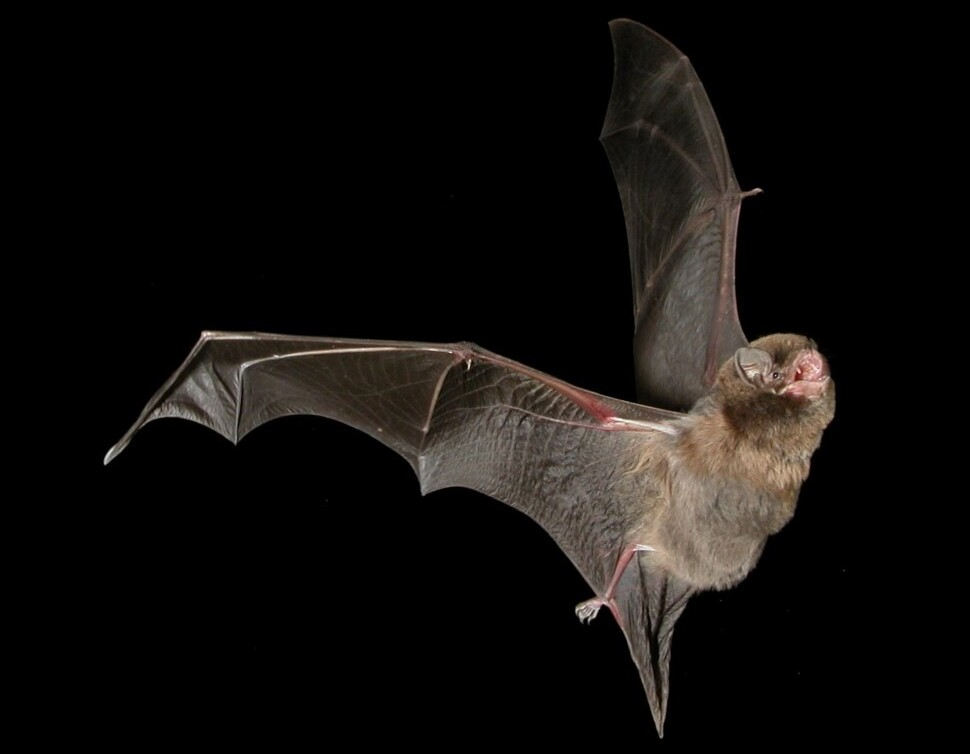
Liliac cu aripi lungi (Miniopterus schreibersi)
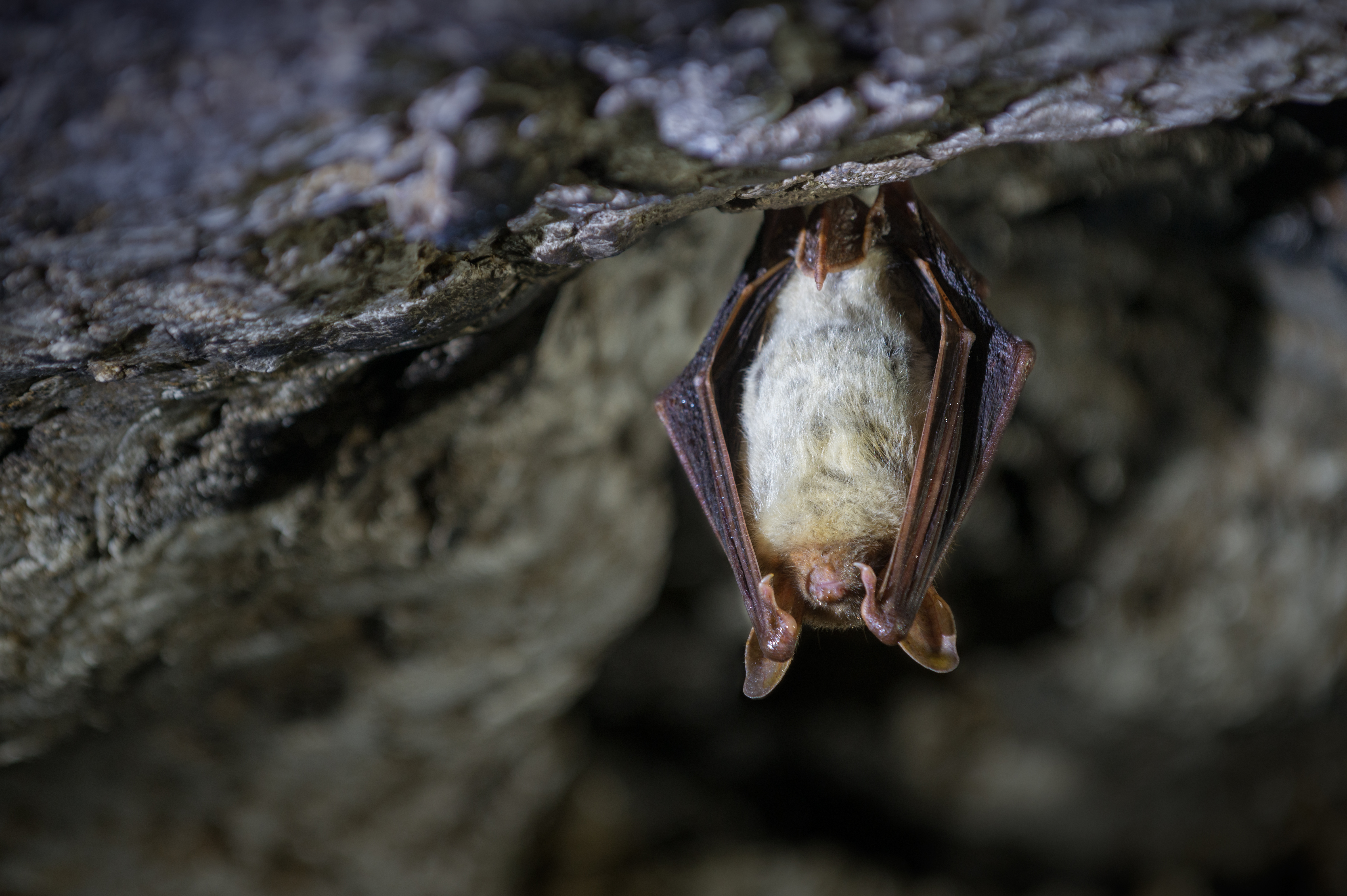
Liliac comun (Myotis myotis)
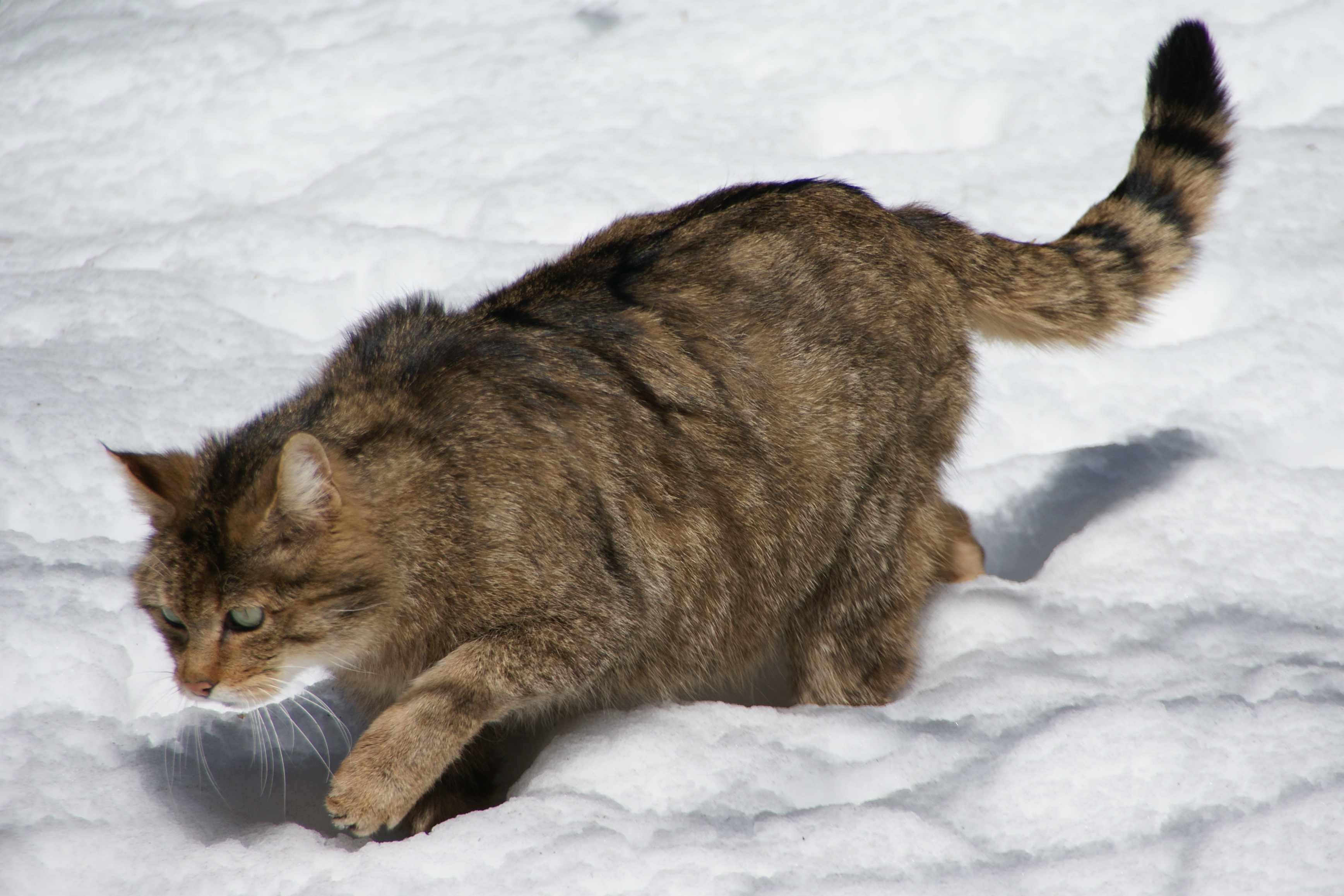
Pisică sălbatică (Felis sylvestris)
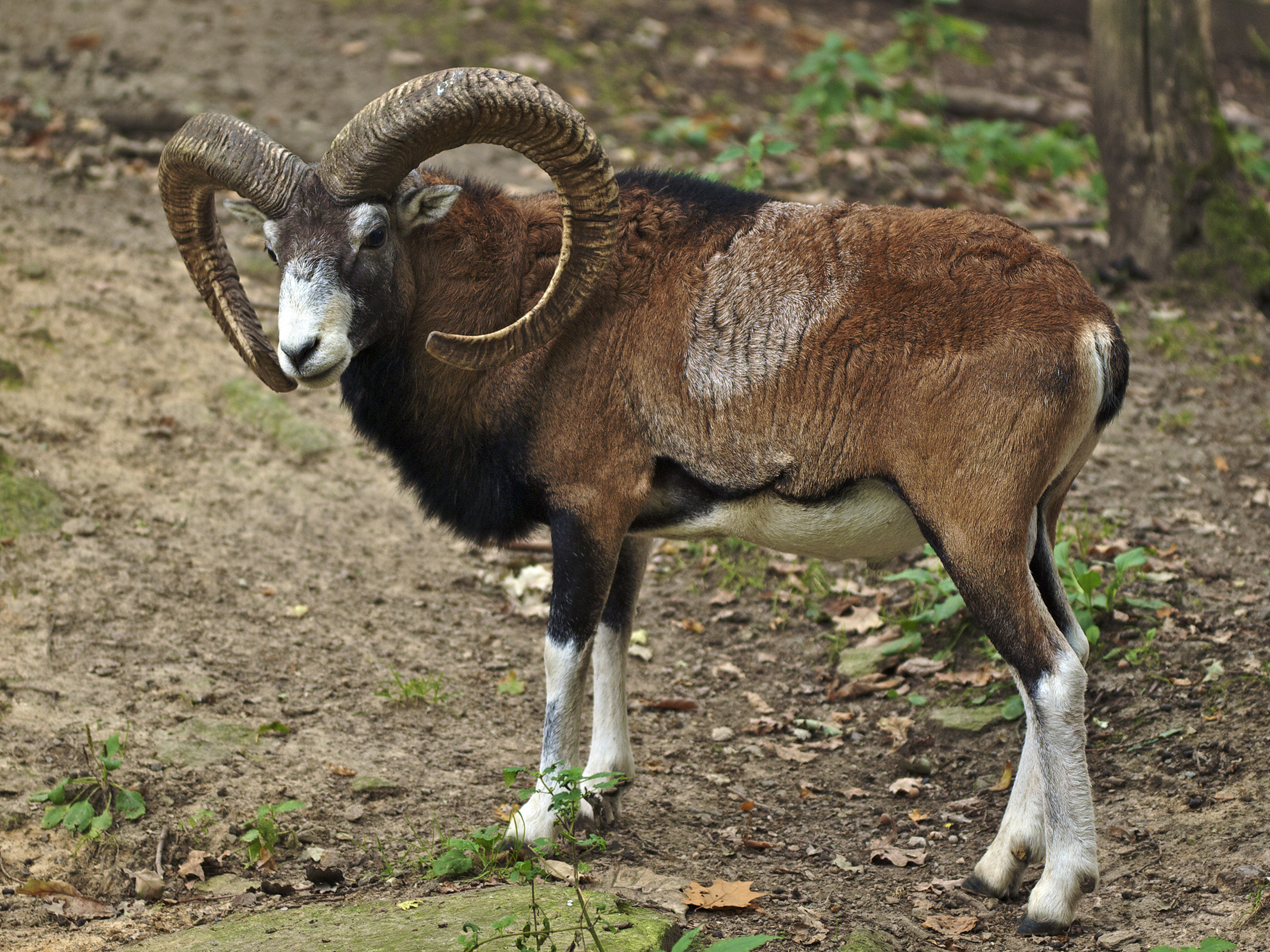
Muflon
(Ovis musimon)

## Istoric
Kékes a devenit cel mai înalt vârf din Ungaria în 1920, odată cu adoptarea Tratatului de la Trianon. Anterior, cel mai înalt vârf din Regatul Ungariei era Gerlachovský štít (2.655 m) din munții Tatra. Vârful Kékes este menționat în ghidul Mátra (Mátrai kalauz) publicat în anul 1897. La acea vreme, pe vârf exista Turnul de observație Vass (Vass-kilátó), înalt de 20 de metri, construit în 1888 din lemn de esență tare de către filiala Mátra a Asociației Turistice Maghiare (Magyar Turista Egyesület). Turnul, care fusese extins cu un adăpost în 1926, a fost închis în 1938 și demolat în timpul celui de-al Doilea Război Mondial. În anul 1933, pe vârf a fost construit un hotel balnear de lux, iar drumul de 5 kilometri dinspre Mátraháza a fost amenajat ca parte a investiției. Hotelul de lux a fost transformat în sanatoriu în 1951 și a fost renovat în 2011. Primele legături rutiere directe de autobuz dinspre Budapesta au fost inaugurate în 1935. 
Începând cu anii 1920 și 1930, Kékes a devenit o destinație turistică de schi. Traseul de coborâre sudic a fost dezvoltat de către Asociația Mátra în 1933-1934, iar cel nordic  de Asociația Maghiară de Schi în perioada 1934-1937. Primul teleschi a fost construit la mijlocul anilor 1950 de departamentul de schi al Asociației sportive Honvéd din Budapesta.
Un turn de televiziune din andezit, de 65 de metri înălțime, a fost inaugurat în 1960 și a fost transformat în hotel în 1980, odată cu inaugurarea unui nou turn TV, de 178 de metri înălțime. După anul 1990, hotelul care funcționa în vechiul turn TV a fost și el închis. Noul turn TV funcționează în prezent și ca turn de observație, iar lângă acesta au fost amenajate două pârtii de schi.

## Turism

### Drumeție
Vârful este străbătut de Traseul albastru al Ungariei (în maghiară Országos Kéktúra)[hu] și Traseul internațional de prietenie montană Eisenach–Budapest (în maghiară Barátság nemzetközi hegyi túra Eisenach–Budapest)[hu].
Pe vârf, o piatră vopsită în culorile naționale marchează punctul de altitudine maximă, aceasta fiind inițial plasată de István Géczi (ulterior antrenor al Clubului de schi Kékesi Sas) împreună cu câțiva prieteni, pe un suport din pietre de andezit, la sfârșitul anilor 1950. Marcajul fost mutat pe actualul piedestal la 20 august 1985. Totuși, cel mai înalt punct al Kékes nu se află în locul unde este amplasată în prezent piatra de vârf, ci la est de aceasta, în zona fostei stații meteorologice, la vest de clădire.
Munții Mátra sunt străbătuți de numeroase trasee turistice. Pentru a urca pe Kékestető fără a folosi un mijloc de transport, există mai multe variante:
- din Mátraháza: 2 x 2,6 km,
- din Mátrafüred: 2 x 5,5 km,
- din Parádóhuta: 2 x 6 km,
- din Parádsasvár: 2 x 7 km,
- din Markaz: 23 km în total.

### Schi
Kékestető este una dintre puținele destinații de schi din Ungaria. Pe Kékestetto există două trasee principale de coborâre pe schiuri: cel nordic (600 m lungime, 180 m diferență de nivel), mai abrupt și cel sudic (1.800 m lungime, 230 m diferență de nivel), mai ușor. Traseul sudic reprezintă cea mai lungă pârtie de schi din Ungaria. De-a lungul traseului nordic și a secțiunii superioare de 700 de metri a traseului sudic funcționează instalații de teleschi, iar cei care schiază pe toată lungimea pârtiei sudice se pot întoarce pe vârf cu un autobuz special destinat.

## Sport

### Ciclism rutier
Prima categorie și, de asemenea, cea mai dificilă etapă de cățărare a cursei maghiare de ciclism rutier Turul Ungariei (Tour de Hongrie), duce la Kékes. Începând cu 2001, aproape în fiecare an, pe Kékestető se organizează cea mai dificilă etapă, care include secțiunea Gyöngyös-Kékestető, concurenții trebuind să depășească o diferență de nivel de aproape 800 de metri de la poalele masivului Mátra până la vârf. Din 2004, în paralel cu Turul Ungariei, se organizează și o competiție de amatori sub denumirea de Kékesre fel, pe secțiunea Gyöngyös - Kékestető (lungime: 17,62 km, diferență de nivel: 863 m, pantă medie: 4,6%, grad de dificultate: HC).

## Eponimie
Asteroidul (207481) Kékes, descoperit la 24 aprilie 2006 de K. Sárneczky la Observatorul Piszkéstető, poartă numele celui mai înalt vârf din Ungaria.

Vârful Kékes, munții Mátra
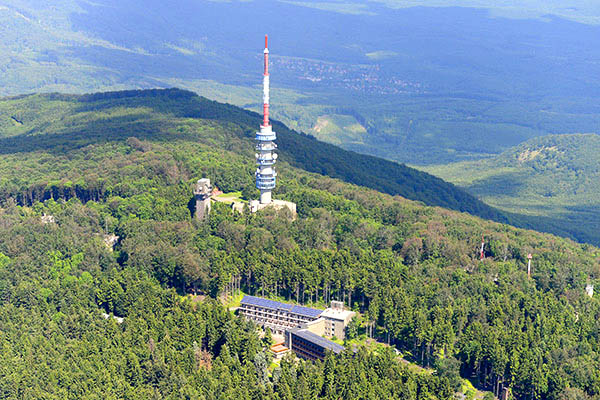
Turnul TV și sanatoriul de pe Kékestető
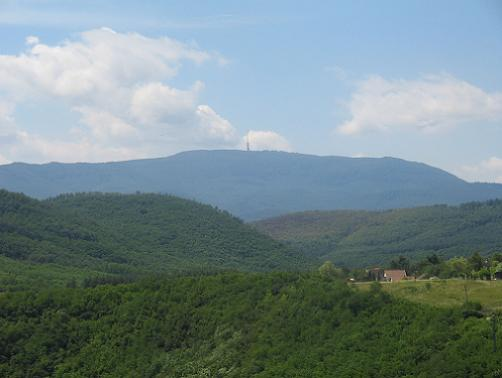
Kékestető, munții Mátra
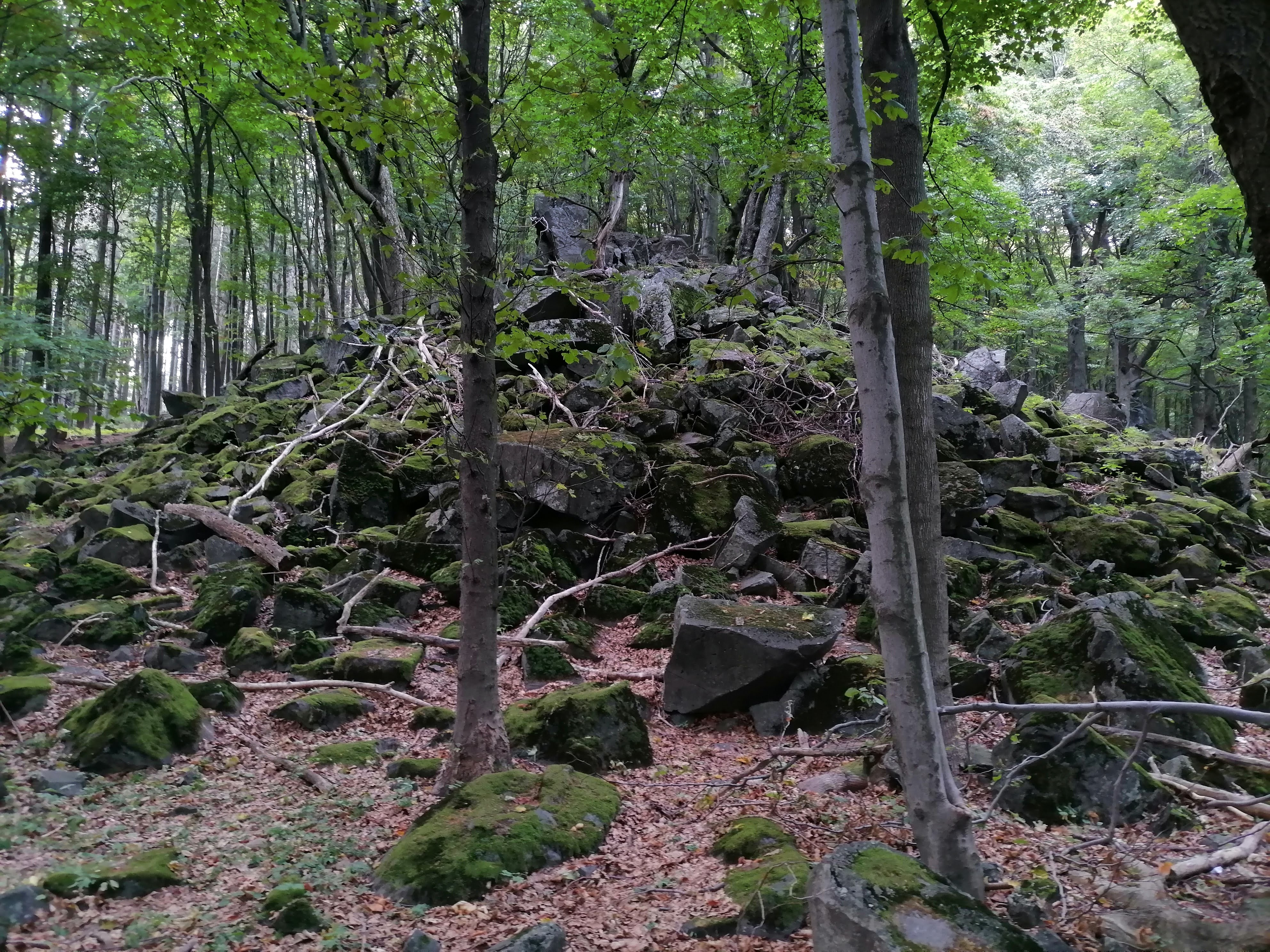
Comunitate Aconitum-Fagetum, munții Mátra
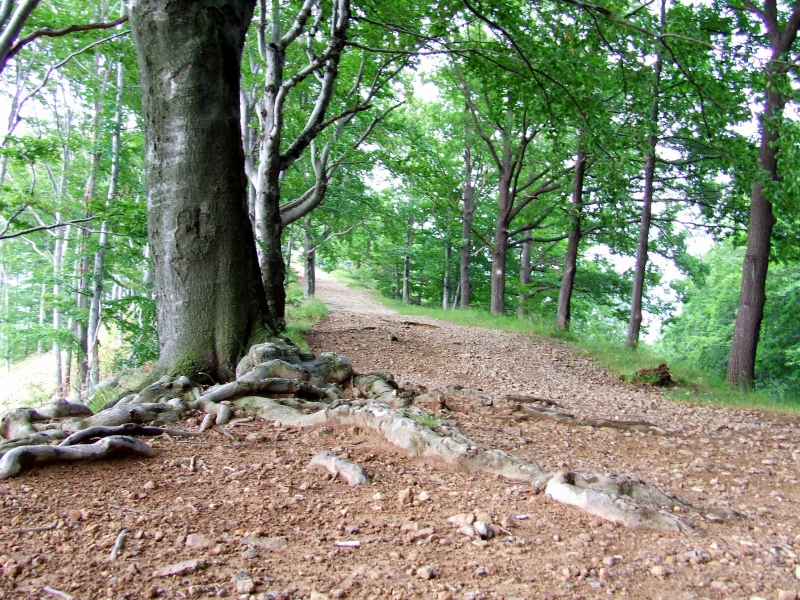
Traseu de drumeție în munții Mátra
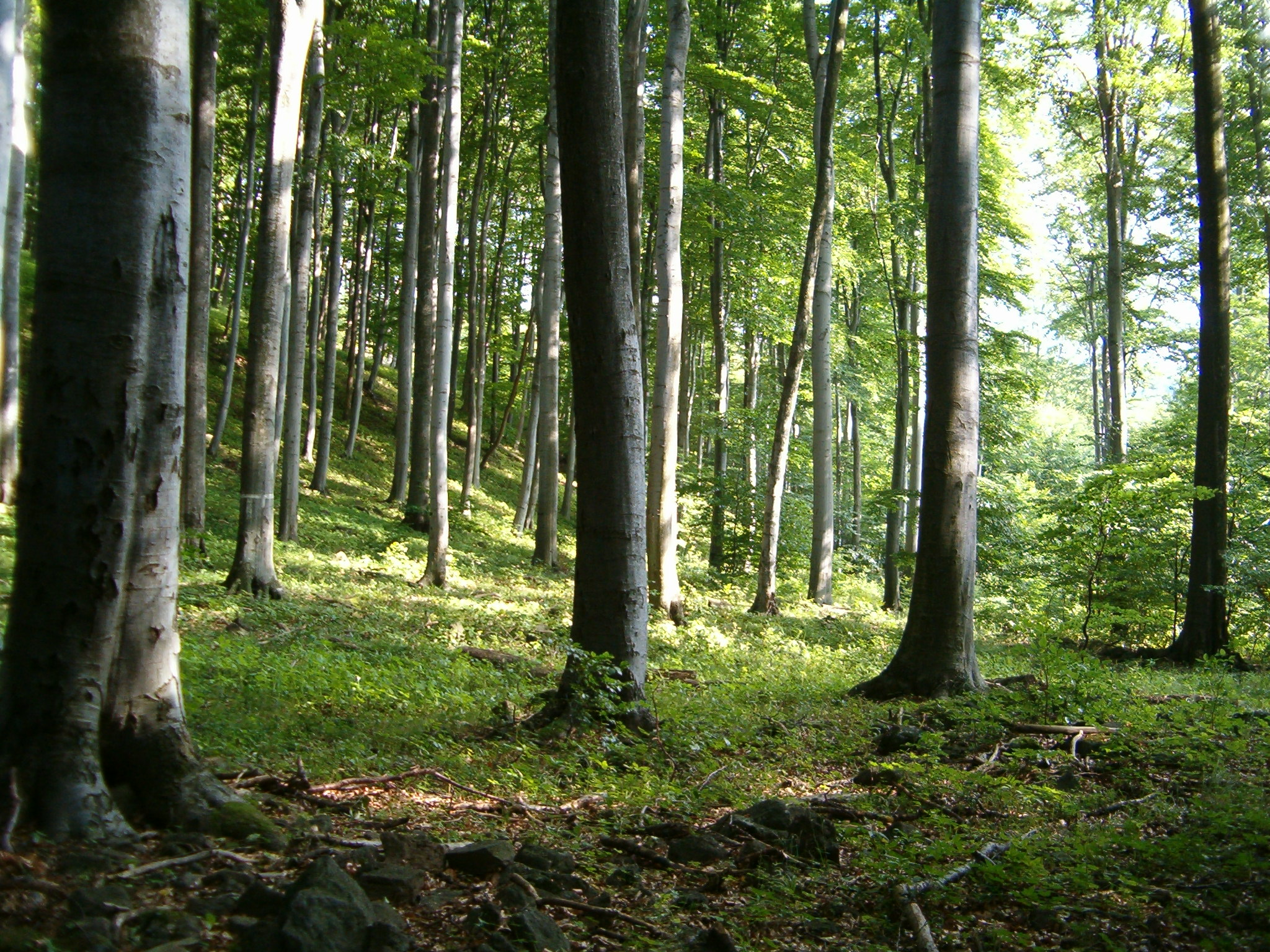
Pădurea de fag Mátra
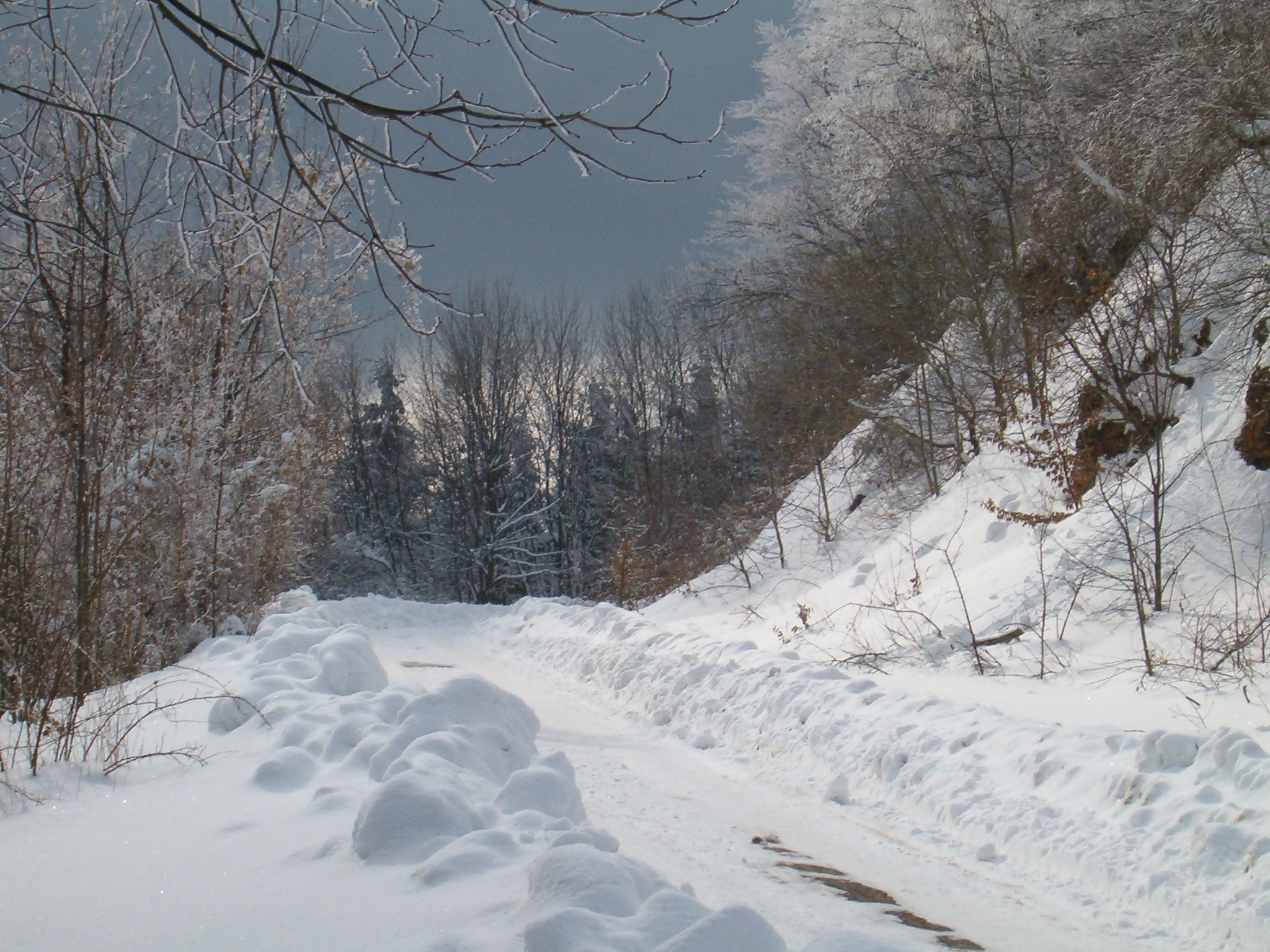
Drum în munții Mátra
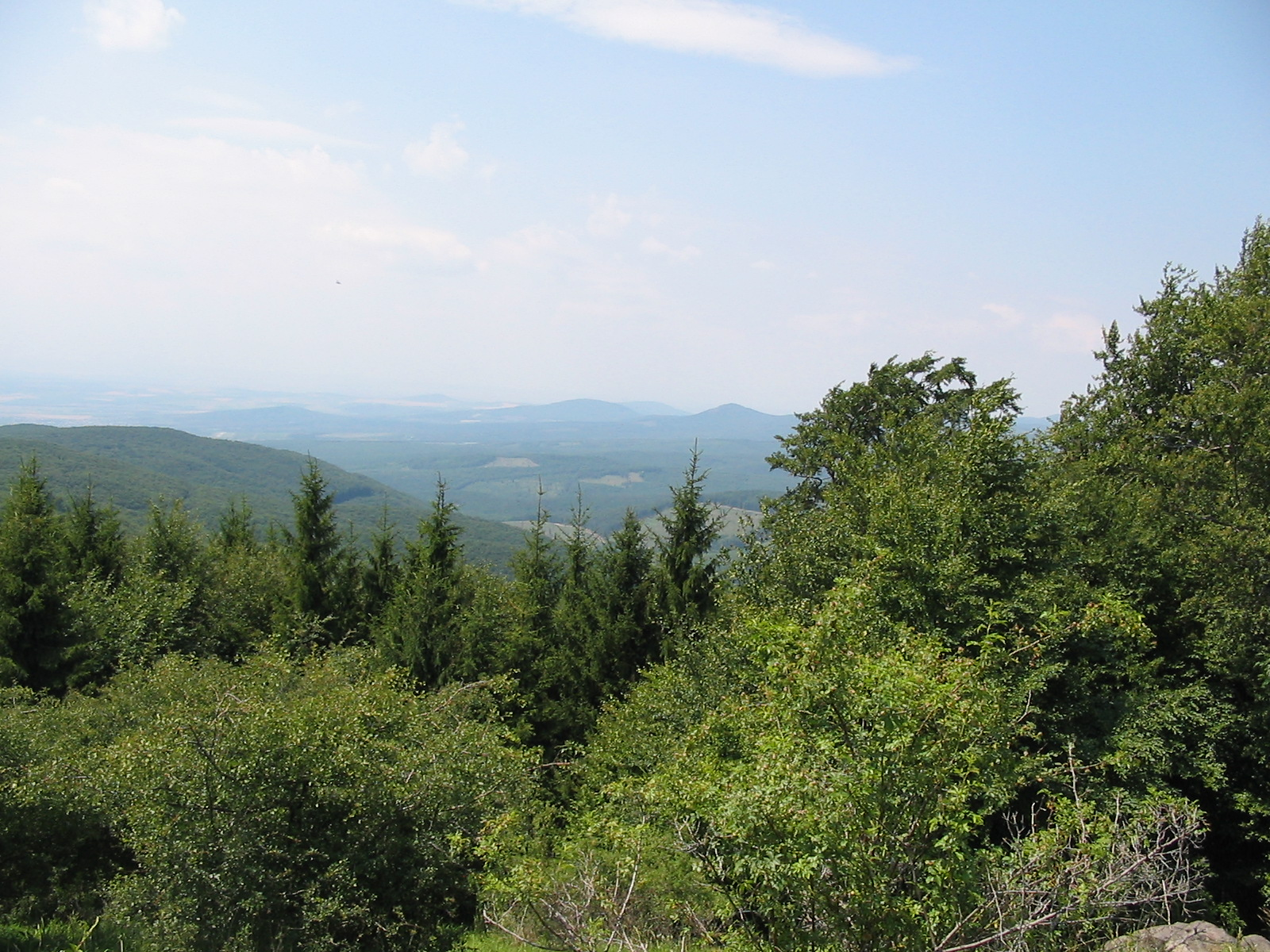
Vedere de pe versantul Kékestető
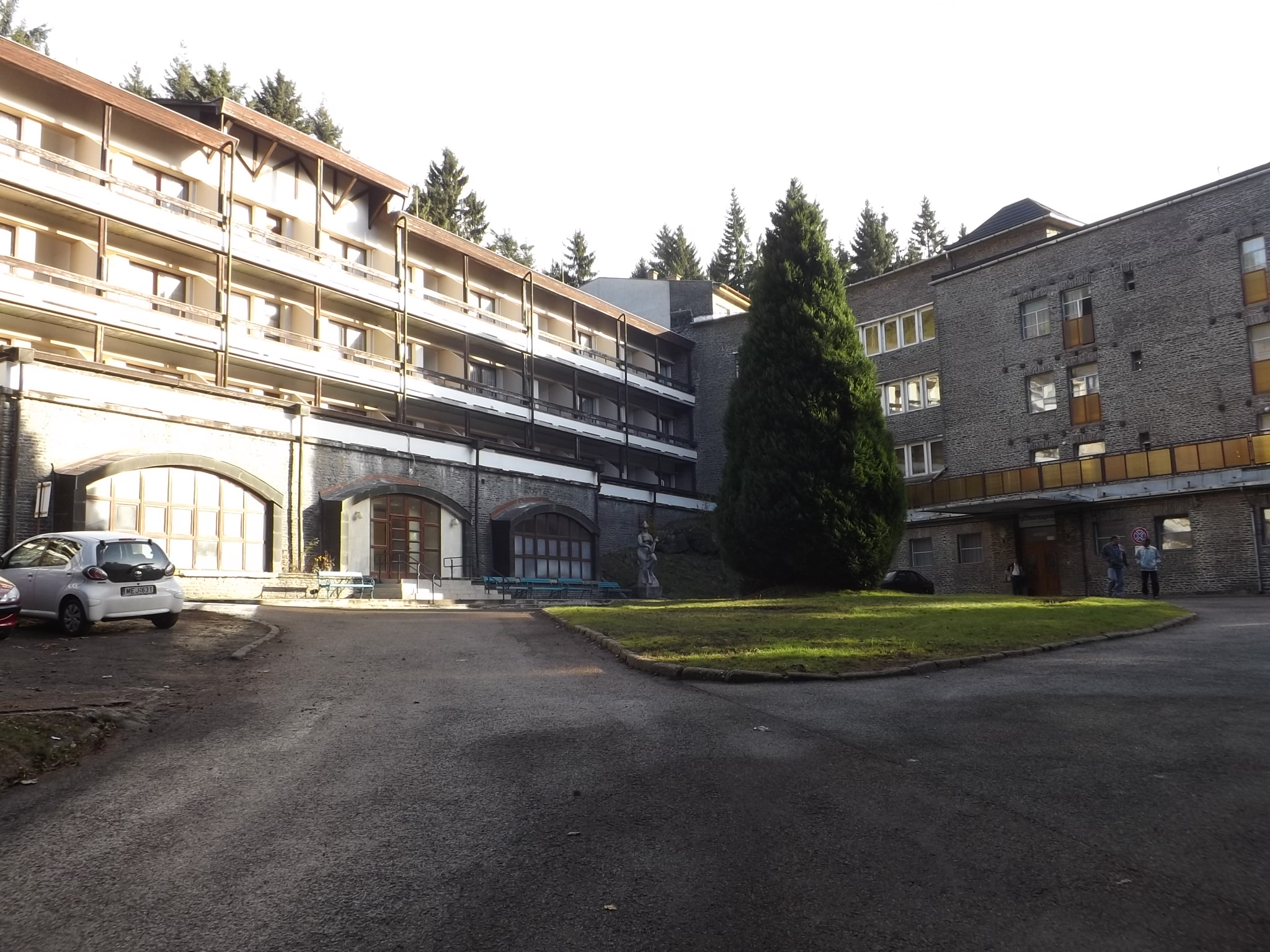
Sanatoriul Kékestetõ
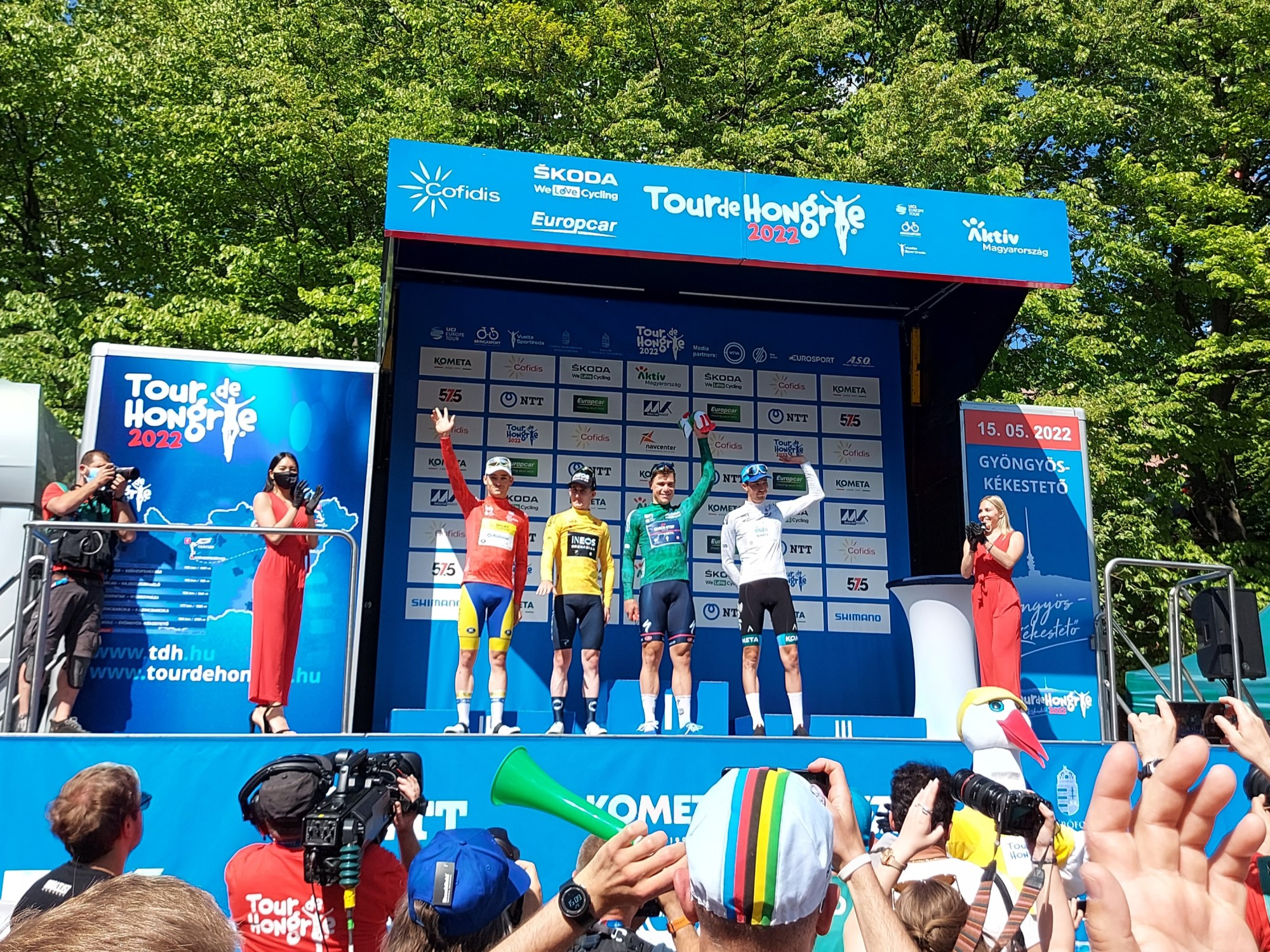
Tour de Hongrie, 2022
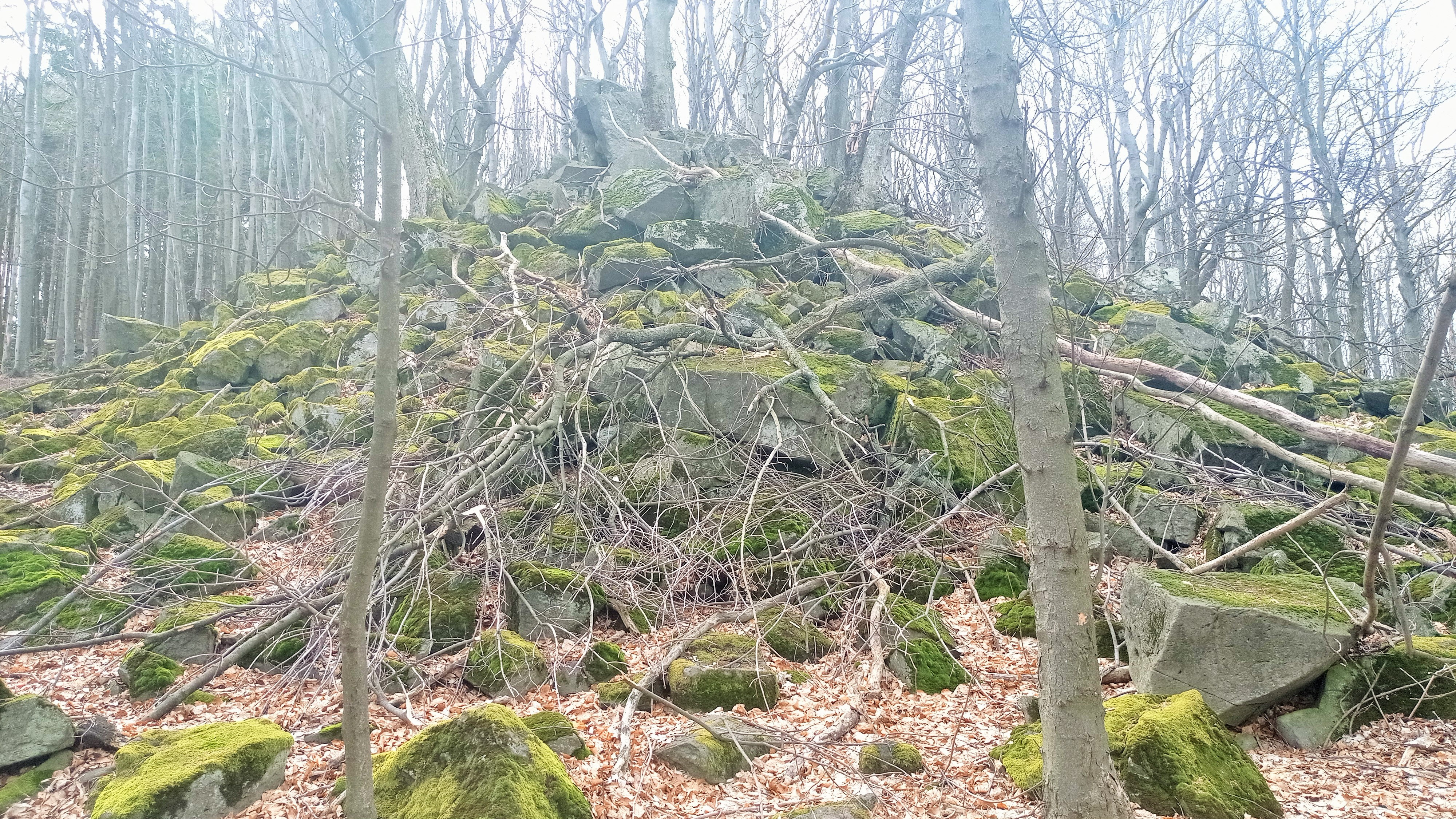
Kékestető (1.014 m)
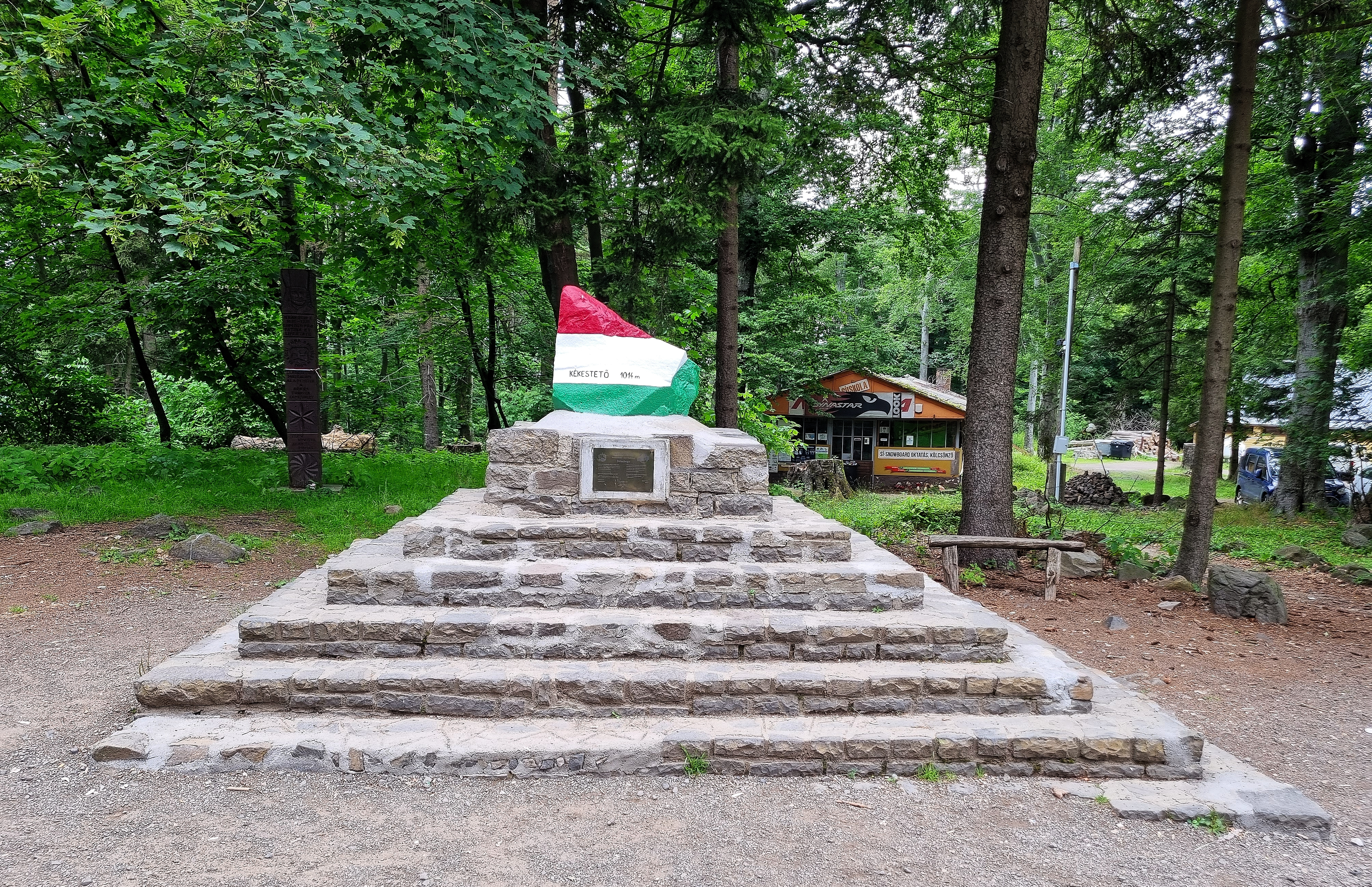
Piatra de vârf

## Hărți și ghiduri
- Kékestető „Síelés [Schi]” (în maghiară și engleză).